# Victor Hugo
Victor-Marie Hugo, più comunemente noto come Victor Hugo (pronuncia francese [vikˈtɔʁ maˈʁi yˈɡo]; Besançon, 26 febbraio 1802 – Parigi, 22 maggio 1885) è stato uno scrittore, poeta, drammaturgo e politico francese, considerato il padre del Romanticismo in Francia.
Si cimentò in numerosi campi, divenendo noto anche come saggista, aforista, artista visivo, statista e attivista per i diritti umani.
Tra i principali teorici ed esponenti del movimento letterario romantico, seppe tenersi lontano dai modelli malinconici e solitari che caratterizzavano i poeti del tempo, riuscendo ad accettare le vicissitudini non sempre felici della sua vita (dei quattro figli che giunsero all'età adulta, tre morirono prima di lui, mentre la figlia Adèle finì ricoverata in manicomio) per farne esperienza esistenziale e cogliere i valori e le sfumature dell'animo umano.
I suoi scritti giunsero a ricoprire tutti i generi letterari, dalla poesia lirica al dramma, dalla satira politica al romanzo storico e sociale, suscitando consensi in tutta Europa.

## Biografia

### L'infanzia

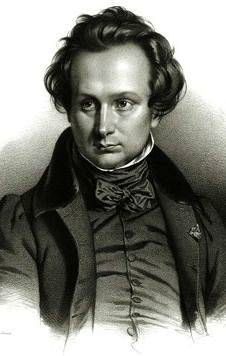
Victor Hugo da giovane

Nato il 26 febbraio 1802 a Besançon in Franca Contea dal generale Joseph Léopold Sigisbert Hugo e Sophie Trébuchet. Nel 1808 raggiunge il padre in Italia, ad Avellino, e qui dimora per sette anni in quello che ricorderà nei suoi scritti come il "palazzo del marmo" e, sempre ad Avellino, ebbe come insegnante di matematica Giuseppe de Samuele Cagnazzi, fratello maggiore dello scienziato Luca de Samuele Cagnazzi. Nel 1813 i suoi genitori si separano e la madre si stabilisce a Parigi insieme al generale Victor Fanneau de la Horie. Qui Hugo frequenta il Politecnico dal 1815 al 1818 per volere del padre, ma ben presto abbandona gli studi tecnici per dedicarsi alla letteratura. Ha quattordici anni quando scrive su un diario: 
La frase sarebbe stata annotata su un quaderno di scuola. Hugo l'avrebbe scritta in seguito a un concorso di poesia, perso perché la giuria, giudicando ottimo il suo componimento, non poteva credere che l'autore fosse un ragazzo così giovane. Scrive le Odi, che furono la sua prima composizione letteraria. Insieme ai fratelli fonda il foglio Il conservatore letterario (1819) e nello stesso anno vince un concorso dell'Académie des Jeux Floraux. Inizia poi a frequentare il liceo Louis-le-Grand, si laurea in Giurisprudenza e partecipa agli incontri del Cenacolo di Charles Nodier, culla del Romanticismo nascente. Scrive poi Odi e poesie diverse (1822) e molto altro, fino a Odi e ballate, che gli valgono una rendita di mille franchi da parte del re Luigi XVIII.

### Il matrimonio
Il 12 ottobre 1822 sposa, nella chiesa di Saint-Sulpice di Parigi, Adèle Foucher, una sua amica d'infanzia; nasceranno cinque figli:
- Léopold (16 luglio – 10 ottobre 1823), morto tre mesi dopo la nascita;
- Léopoldine (28 agosto 1824 – 4 settembre 1843), annegò durante una gita in barca;[5]
- Charles, collaboratore del padre, gli darà due nipoti (più uno morto poco dopo la nascita), che staranno al fianco del nonno durante la sua vecchiaia; Charles morì di ictus a 44 anni;
- François–Victor (28 ottobre 1828 – 26 dicembre 1873), traduttore, morì a 45 anni, di tubercolosi;
- Adèle, l'unica a sopravvivere al padre ma che trascorrerà molti anni in un manicomio a causa del suo stato mentale alterato. Impazzirà infatti per amore e morirà in tarda età.[6]

È possibile che abbia avuto anche una figlia fuori dal matrimonio, dalla relazione con l'anarchica Louise Michel, con cui ebbe una corrispondenza fin dal 1850. C'è chi sostiene infatti che sia stata sua amante per brevissimo tempo nel 1851 e che nel 1852 abbiano avuto una figlia segreta (affidata dalla madre a una famiglia adottiva), di nome Victorine; è anche possibile che Hugo non sapesse però di questa figlia.
La scoperta, dopo qualche anno dal matrimonio, del tradimento della moglie con l'amico di famiglia Sainte-Beuve lo porterà a condurre una vita di libertinaggio; sua amante per circa cinquant'anni sarà Juliette Drouet, attrice teatrale conosciuta durante le prove di Lucrezia Borgia, nel 1833. Juliette Drouet gli restò sempre vicina (salvandolo anche dalla prigione in occasione del colpo di Stato di Napoleone III) nonostante le continue infedeltà dell'amante: lui per lei scriverà molti poemi, tra cui un Libro dell'anniversario compilato dai due ogni anno, appunto il giorno dell'anniversario del loro primo incontro.
Strinse un legame amoroso anche con Léonie d'Aunet scrittrice ed esploratrice e moglie del pittore François-Auguste Biard. Léonie gli ispirò alcune poesie de Les Contemplations. Il legame fu burrascoso, perché gli amanti furono scoperti e Léonie fu imprigionata per molti mesi per il reato di adulterio. Hugo evitò l'arresto poiché godeva dell'immunità parlamentare.

### Padre del Romanticismo

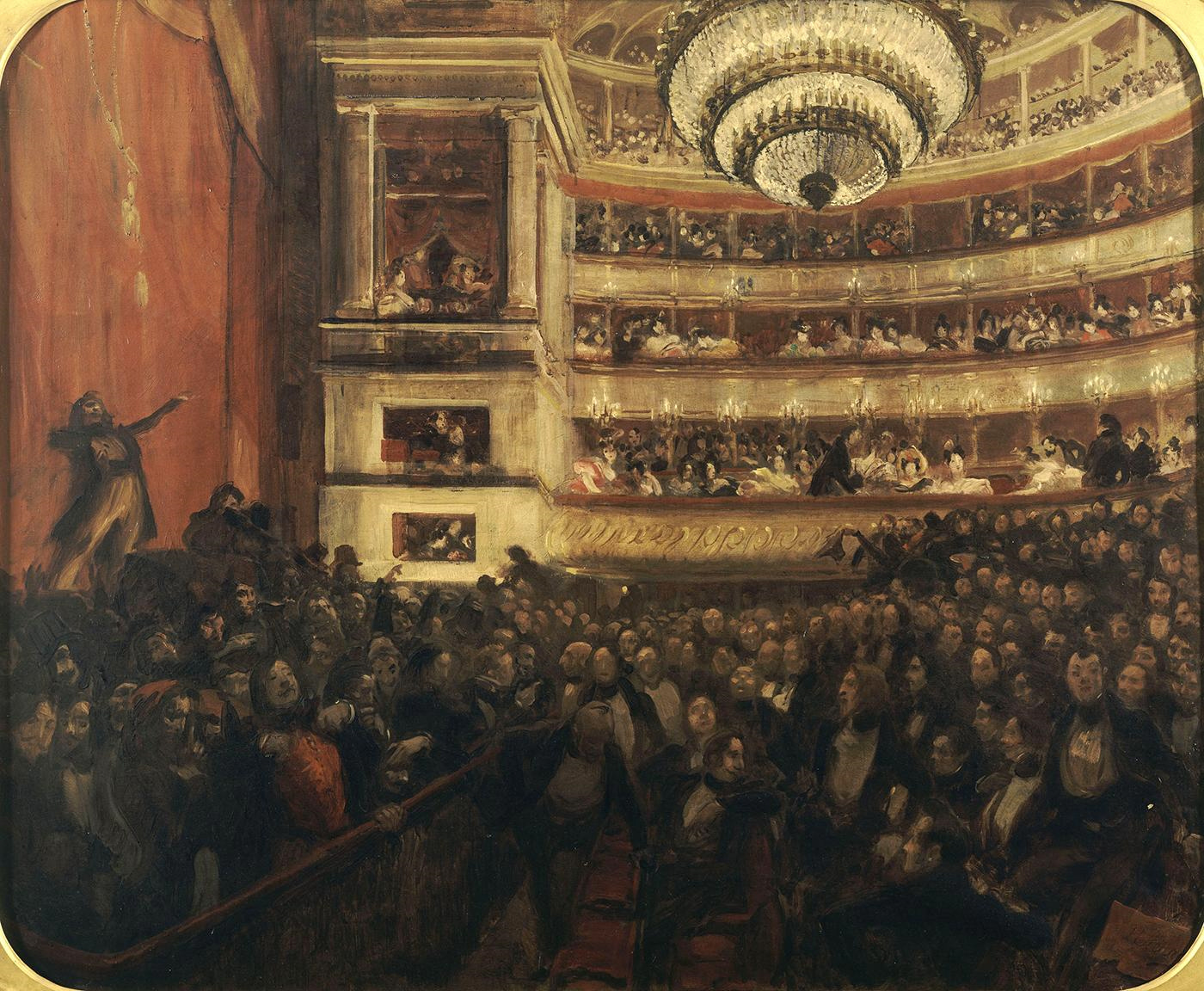
La battaglia di Hernani

Una svolta epocale nella storia della letteratura avviene nel 1827, con l'uscita del dramma storico Cromwell, considerato il manifesto delle nuove teorie romantiche. Nella lunga prefazione Hugo si oppone alle convenzioni del teatro classico, tra cui le tre unità aristoteliche (contesta soprattutto le unità di tempo e di luogo) e l'obbligo di bienséance (che esclude azioni o anche solo parole considerate volgari o quotidiane, umili), ed espone le sue teorie sul teatro e sulla letteratura in generale, che metterà poi in pratica nel dramma Hernani, del 1830, data che segna convenzionalmente l'inizio del Romanticismo in Francia: la rappresentazione infatti segna l'inizio di una nuova querelle tra antichi e moderni che rimarrà nella storia col nome di bataille d'Hernani. Il dramma, che riscuote grande successo nonostante la prima rappresentazione venga interrotta dagli scontri, sarà poi trasposto in musica e rappresentato da Giuseppe Verdi (Ernani, 1844).
Inizia un periodo molto produttivo per lo scrittore: pubblica un romanzo, Notre-Dame de Paris, del 1831, accolto da un immediato e amplissimo successo; raccolte di poesie, Le foglie d'autunno dello stesso anno e I canti del crepuscolo del 1835; altri drammi, come per esempio Ruy Blas nel 1838. Incontra Hector Berlioz, Chateaubriand, Franz Liszt, Giacomo Meyerbeer; nel 1841 all'Académie française, dove occupa il seggio numero 14.

### La vita politica

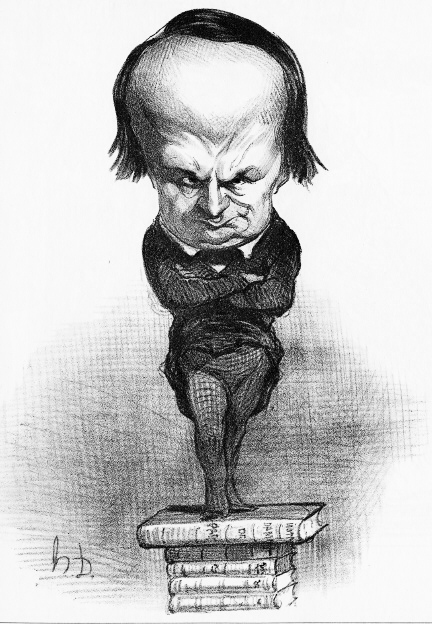
I rappresentanti rappresentati, caricatura di Hugo, opera di Honoré Daumier del 1849.

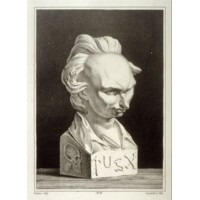
Hugo visto da Jean-Pierre Dantan.

Nel 1843 muoiono tragicamente, annegati nel corso di una gita in nave, la figlia Léopoldine e il genero Charles Vacquerie; Hugo apprende la notizia al rientro da una vacanza, dal giornale Le Siècle. La tragedia, unita all'insuccesso del suo lavoro teatrale I Burgravi del 1845, gli causa una grave depressione che lo tiene lontano dal mondo letterario per dieci anni.
Intanto viene nominato Pari di Francia dal re Luigi Filippo d'Orléans. Nel 1848 entra a far parte come deputato dell'Assemblea Costituente, ma il colpo di Stato che nel 1851 porta al potere Napoleone III segna l'inizio del suo declino politico: dapprima Hugo appoggia l'elezione del giovane Luigi-Napoleone Bonaparte alle presidenziali, poi — quando il nuovo presidente, futuro imperatore, inizia a prendere provvedimenti anti-liberali quali l'abrogazione della legge elettorale del 1850, riducendo di un terzo gli aventi diritto al voto — ne prende le distanze; inutile sarà il tentativo del Comitato di resistenza repubblicana, di cui fa parte insieme a Schœlcher, di sollevare la popolazione parigina: a Hugo, strenuo difensore di un regime liberale, non resta che attaccarlo con scritti e discorsi contro la miseria e le repressioni, che diventavano nel frattempo sempre più intolleranti.
Dopo il 2 dicembre 1851, Hugo deve partire per l'esilio, mentre Charles, arrestato alcuni mesi prima per un articolo, lo raggiungerà l'anno dopo. Si reca inizialmente a Bruxelles, poi si trasferisce nell'isola di Jersey e infine a Guernsey, rifiutando l'amnistia proclamata dall'imperatore.
(I castighi, Ultima verba.)
Massone, è tra i firmatari del progetto di fondazione dell'ordine massonico Le Droit Humain.

### L'esilio

Hauteville House, casa di esilio di Hugo a Guernesey.

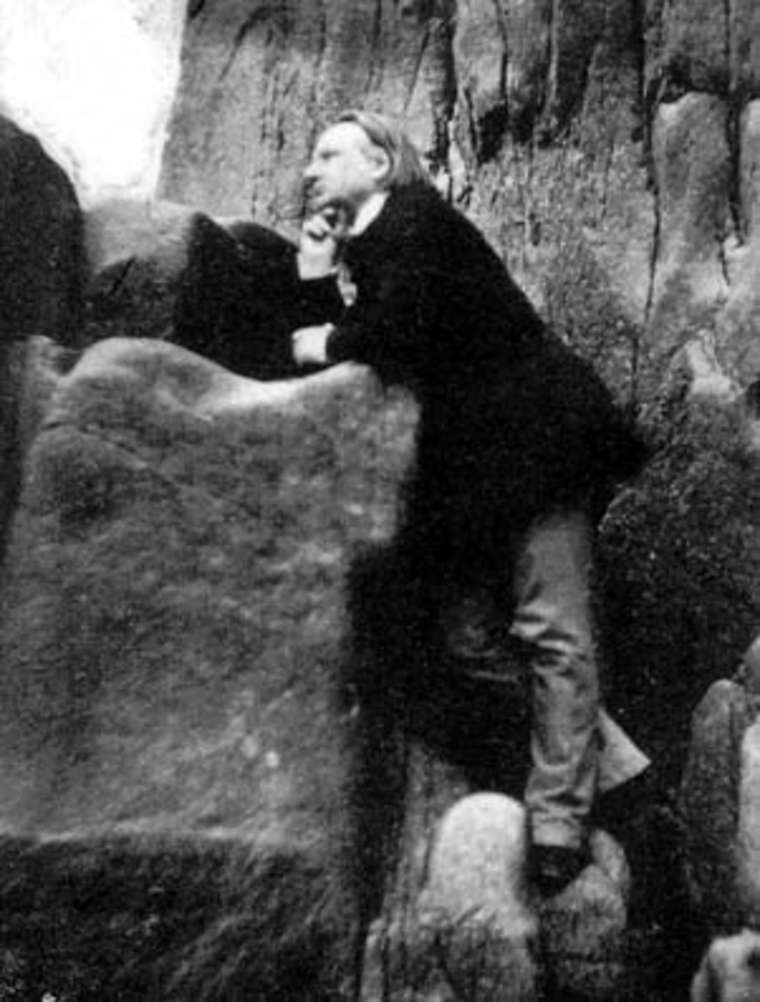
Il poeta in una celebre foto, durante l'esilio, sullo scoglio detto "dei proscritti".

Inizia qui a prendere forma la sua mitica figura poetica e ideale di "Padre della patria in esilio"; gli anni trascorsi a Guernesey lo rendono così famoso che gli arrivano lettere indirizzate a "Victor Hugo — Oceano". Riprende la sua attività letteraria nel segno della satira politica, nella raccolta di poemi I castighi (1853), che prende di mira il Secondo Impero; la satira diretta contro l'imperatore, in Napoleone il piccolo; il ricordo del passato e in particolare della figlia Léopoldine affiora nella raccolta Le contemplazioni (1856).
Questi sono anche gli anni dell'impegno su un piano politico più alto, idealizzato, che dà vita a La leggenda dei secoli (pubblicata in tre parti tra 1859, 1877 e 1883), che ripercorre la storia dell'umanità dalla Genesi al XIX secolo, così come a I miserabili, romanzo del 1862, I lavoratori del mare del 1866 e L'uomo che ride del 1869.
La vita non gli risparmiò i dolori: nel 1855 muore il fratello Abel, nel 1863 la figlia Adèle impazzisce scappando in Canada, nel 1868 muoiono anche la moglie e alcuni nipoti (il figlio primogenito, appena nato, di Charles, e uno del fratello); in tutte queste disgrazie ha però sempre accanto la fedele Juliette e successivamente, i nipoti Jeanne (futura moglie di Jean-Baptiste Charcot) e Georges, figli di Charles, a cui dedicherà L'arte di essere nonno.
A partire dagli anni sessanta viaggia per tutto il Lussemburgo e percorre il Reno, ma nel 1870 viene espulso dal Belgio per aver dato asilo a dei communard ricercati nella capitale francese, e trova rifugio di nuovo nel Granducato, per tre mesi, e in seguito a Vianden, Diekirch e Mondorf-les-Bains (dove segue una cura termale).

### Il rientro in patria e la morte

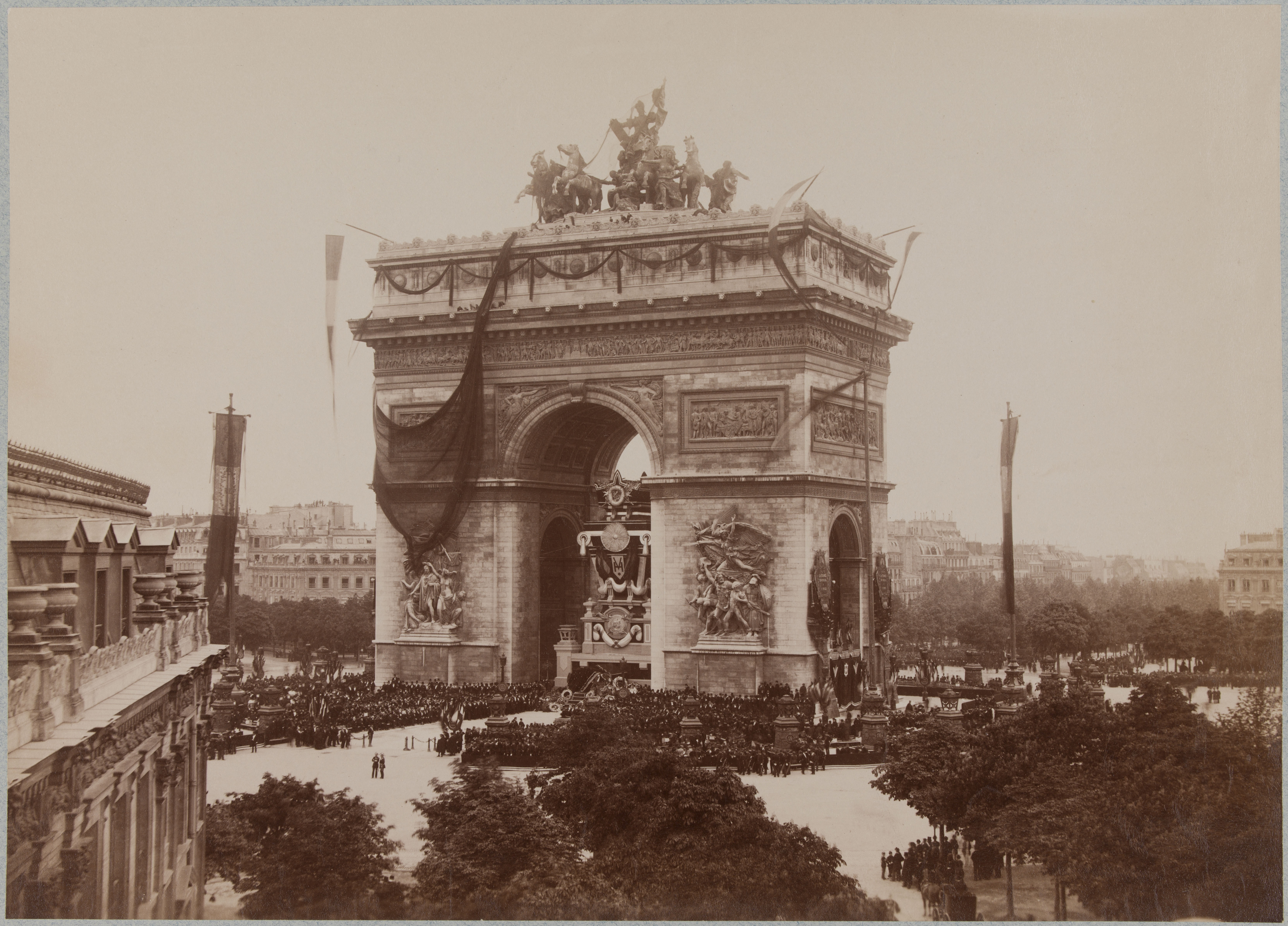
I funerali di stato di Victor Hugo il 31 maggio 1885 a Place de l'Etoile.

Il suo rientro in patria avviene il 5 settembre 1870, dopo la caduta di Napoleone III e l'instaurazione della Terza Repubblica francese: Hugo è accolto da una folla acclamante ed entusiastica e la sua casa diventa nuovamente luogo di incontro tra letterati; fino alla sua morte rimarrà nume tutelare della repubblica restaurata.

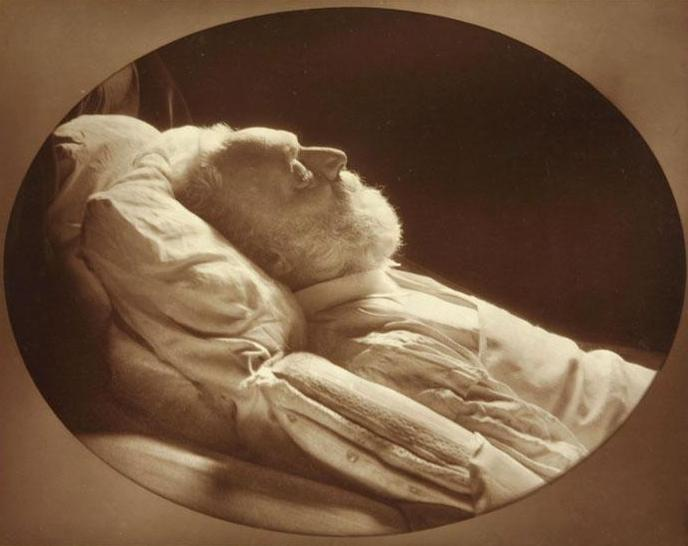
Hugo sul letto di morte, fotografato da Nadar (1820-1910)

Riprende in questi anni la produzione letteraria con il romanzo Novantatré (1874); scrive anche poesie, alcune riguardanti la sua vita familiare (in memoria dei figli morti di recente, François-Victor e Charles), come I miei figli (1874), altre satirico-politiche, come Il Papa (1878) e Torquemada (1882), un'opera sul fanatismo dell'inquisizione. Nel 1876 torna a far parte del Senato.

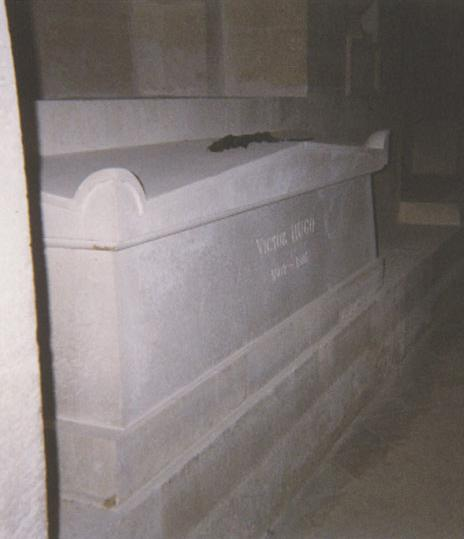
La tomba di Victor Hugo al Panthéon

Nel 1878 è colpito da congestione cerebrale, mentre i festeggiamenti per il suo ottantesimo compleanno — pubblicamente celebrati — vengono offuscati dalla morte di Juliette Drouet. Muore il 22 maggio 1885, e la sua salma viene esposta per una notte sotto l'Arco di Trionfo e vegliata da dodici poeti, anche se, in ottemperanza alle sue ultime volontà, le esequie hanno luogo nel corbillard des pauvres. Il 1º giugno, dopo aver esitato per il cimitero di Père-Lachaise, è portato al Pantheon di Parigi. Si calcola che tre milioni di persone siano venute a rendergli omaggio in quell'occasione. A parte alcuni protagonisti della Rivoluzione francese (Mirabeau e Marat), fu, assieme al presidente Marie François Sadi Carnot (assassinato nel 1894), l'unico caso di sepoltura immediata, dopo la morte, al Pantheon.
La sua tomba si trova tuttora nello stesso luogo, proprio accanto a quella di altri due grandi scrittori francesi del XIX secolo, Alexandre Dumas ed Émile Zola.
Il suo cervello è stato oggetto di studio, avendo un volume di 2000 cm³ (la media nell'uomo è di circa 1500 cm³).

## Attività intellettuale
Victor Hugo fu uno scrittore instancabile; la sua opera comprende soprattutto componimenti poetici, drammi, romanzi, oltre a testi di carattere letterario, politico o filosofico, e a un consistente epistolario. È autore anche di numerosi disegni e di alcuni dipinti. Le opere di Hugo furono illustrate da diversi incisori, fra i quali spicca per efficacia François Chifflart.
(Lettera del 9 dicembre 1859)

### Poeta

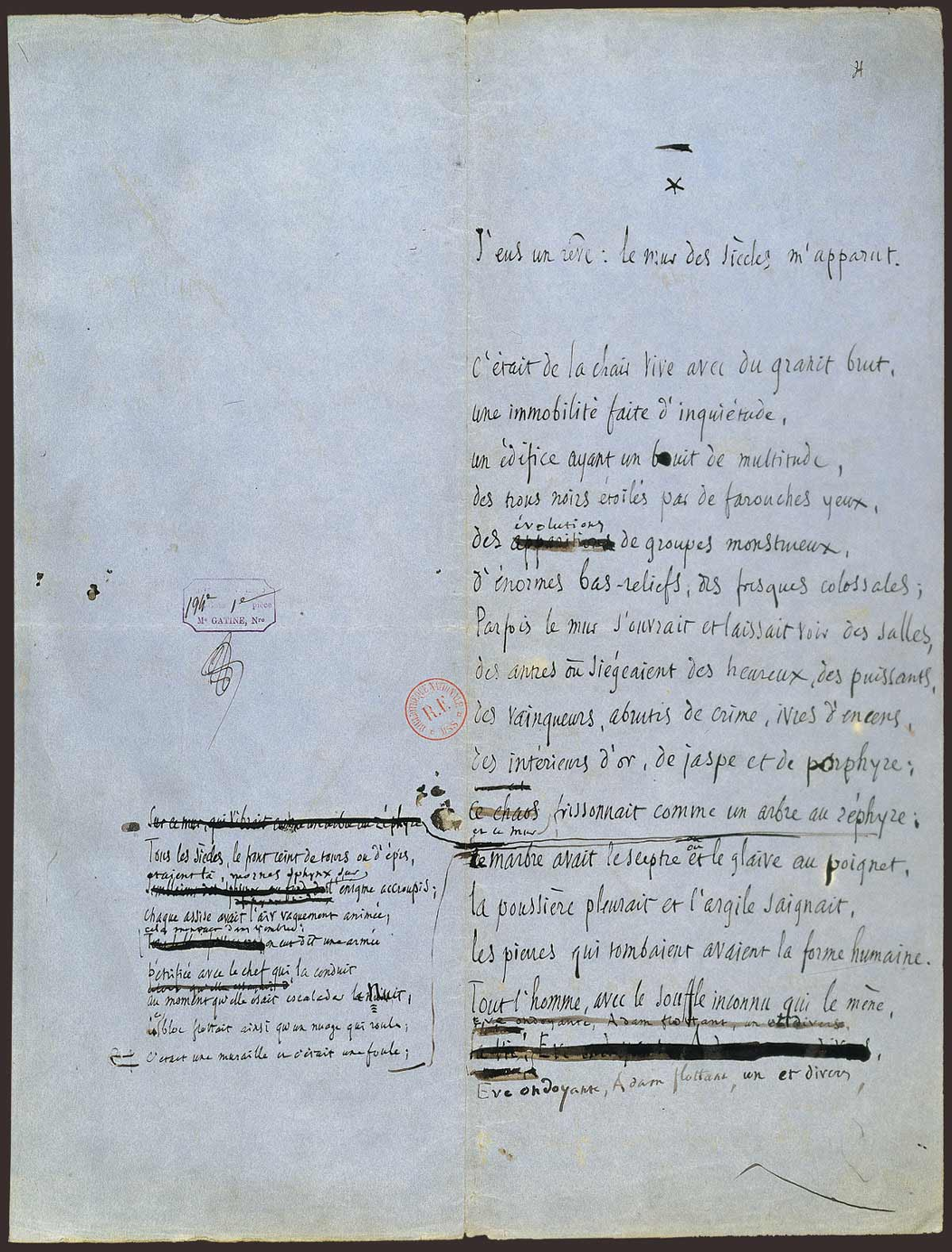
Manoscritto de La leggenda dei secoli

#### Primi versi
Hugo inizia a scrivere versi fin dalla prima giovinezza: a vent'anni, pubblica le Odi, sua prima raccolta poetica: quelli che saranno i temi caratteristici di quest'autore vi sono già presenti: attualità, storia, religione e, soprattutto, riflessioni sul ruolo del poeta. Lo stile di questi primi componimenti è prevalentemente classico, ma ben presto Hugo intraprende la strada del Romanticismo, riscuotendo notevole successo (le Odi saranno pubblicate quattro volte tra 1822 e 1828).
Nel 1828, l'autore riprende le fila della sua produzione raccogliendo in un unico volume tutti i suoi componimenti precedenti: le Odi e ballate (odi e ballate) sono ricche di affreschi storici, evocazione dell'infanzia, e inizia a profilarsi una religiosità più tollerante, un monarchismo più liberale; affiora soprattutto il mito di Napoleone. Sul piano dello stile, il giovane poeta si prende qualche libertà per quanto riguarda il metro e la tradizione poetica; notevoli sono le antitesi, soprattutto l'accostamento di periodi storici divergenti che tanto spazio avranno poi nella sua poesia ulteriore.
Successivamente Hugo si allontana un poco dalle preoccupazioni politiche per concedere spazio all'arte fine a sé stessa: è la volta delle Orientali, nel 1829, nelle quali fin dal titolo è evidente il gusto per l'esotico.

#### La maturità

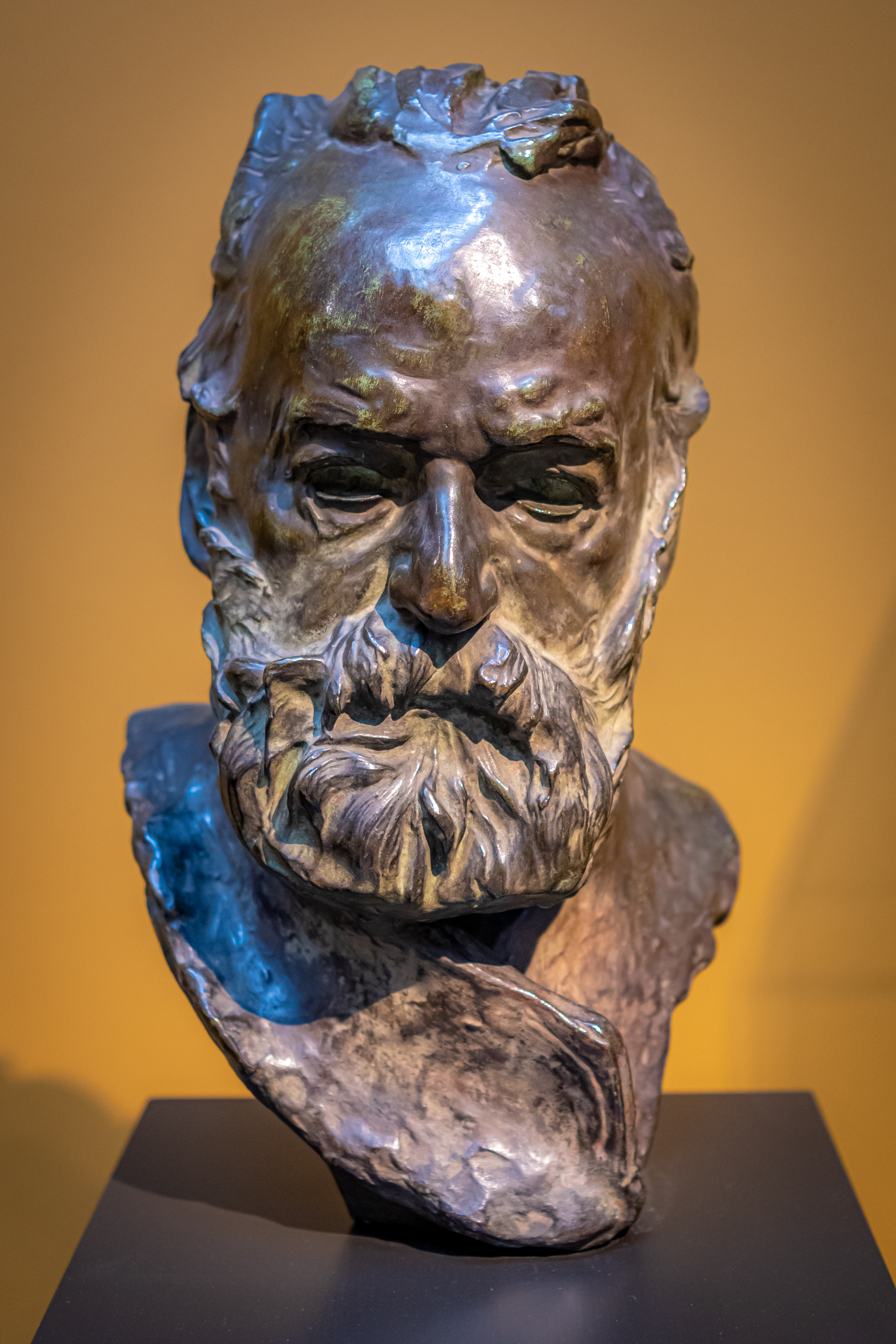
Testa di Victor Hugo modellata dallo scultore Auguste Rodin e conservata presso la Glyptotek di Copenaghen

Le raccolte successive — Le foglie d'autunno (1832), I canti del crepuscolo (1835), Le voci interiori (1837), I raggi e le ombre (1840) — introducono i temi maggiori in un quadro ancora lirico: la donna, Dio, l'amicizia, la natura, il potere. Si alternano sapientemente semplicità e sublime: anche parlando di sé stesso, Hugo non può fare a meno di sconfinare nell'epica.
Da questo punto in poi, il poeta abbandona le tendenze ad isolare l'arte dalla vita — il dibattito se l'arte dovesse essere "impegnata" o fine a sé stessa, attenta più all'attualità o alla bellezza, è scottante in questi anni —: la poesia di Hugo è, ormai, ancorata nella Storia.

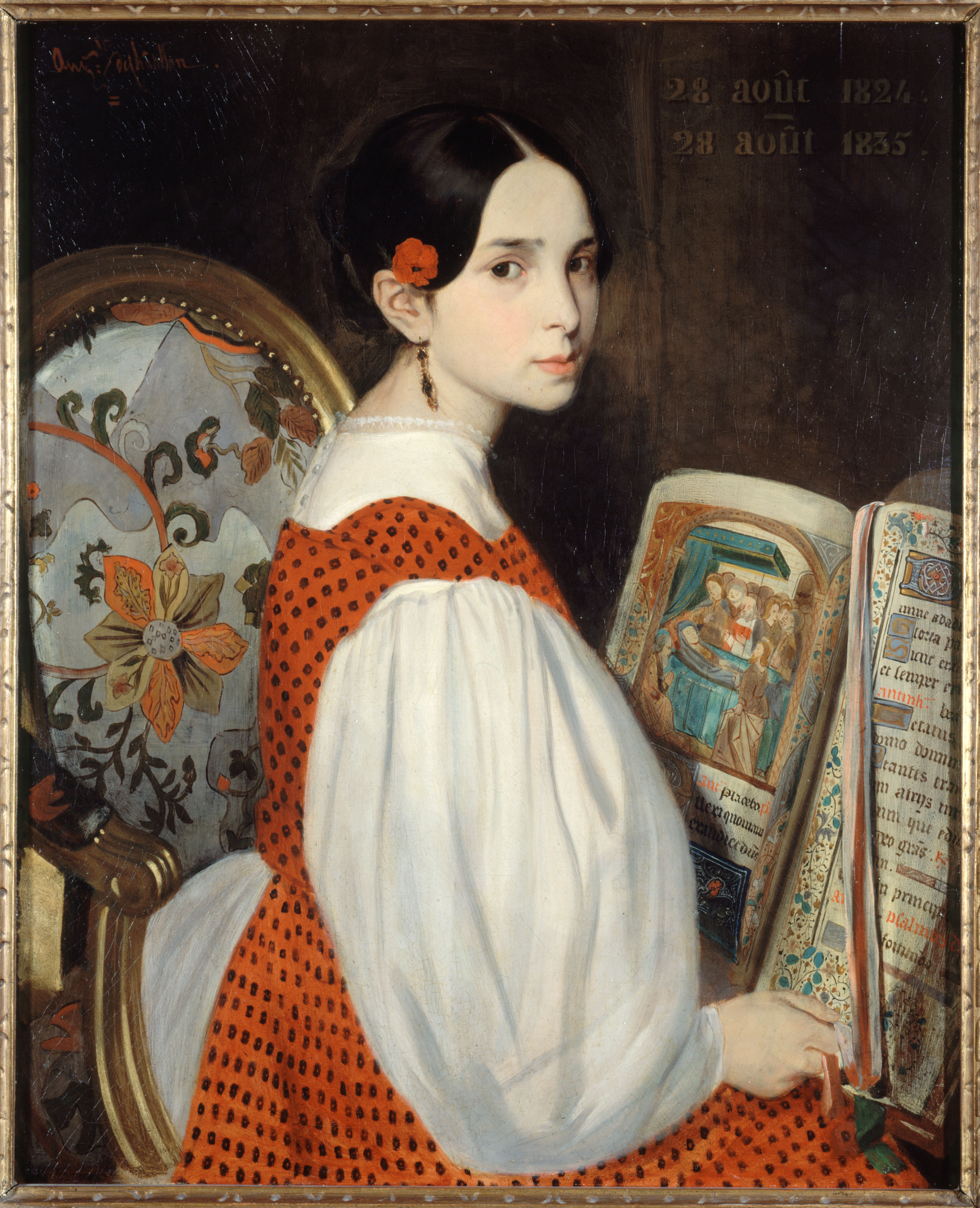
Léopoldine Hugo nel 1836, ritratta da Auguste de Châtillion

Il momento dell'esilio segna una svolta nella produzione poetica di Hugo: dalla fusione tra sublime storico e profondità intima nascono le grandi raccolte come I castighi (1853) e Le contemplazioni (1856).
I castighi sono versi combattivi che denunciano il «crimine» del «miserabile» Napoleone, vale a dire il colpo di Stato del 2 dicembre che ha tradito le aspettative democratiche per restaurare il Secondo Impero. Il poeta è di volta in volta profetico, satirico, addirittura volgare per castigare il criminale; ma si discosta anche momentaneamente dall'attualità politica per raggiungere elevatezze quasi religiose; lo stile varia dalla fiaba all'epopea, dalla canzone all'elegia.
Ne Le contemplazioni Hugo riversa i suoi sentimenti, i suoi dolori dovuti all'esilio e alla morte della figlia adorata: in queste «memorie di un'anima» egli parte alla solitaria scoperta dell'io e dell'universo, attraverso la forma lirica. Allo stesso tempo, la raccolta attinge a un lirismo amoroso e sensuale nei poemi dedicati a Juliette Drouet.
La leggenda dei secoli (1859) si lancia invece alla scoperta della storia, in un immenso poema epico che ripercorre tutta la vita dell'umanità, la sua difficile e dolorosa ascesa verso il progresso e la luce.
Gli ultimi anni di vita di Hugo sono indeboliti da una congestione cerebrale che mise praticamente fine alla sua attività di scrittore; continuarono tuttavia a uscire regolarmente raccolte di poemi anteriori, databili agli anni 1850-1870, come La pietà suprema, L'asino, I quattro venti dello spirito, che nutrirono la sua leggenda di scrittore instancabile e inesauribile fino ai suoi ultimi momenti.

### Drammaturgo
Si è già accennato alla svolta che Hugo impresse alla storia del teatro, con il prologo al Cromwell e con la pièce Hernani: egli teorizza e mette in pratica un nuovo tipo di azione scenica, quella del dramma, della mescolanza degli stili (tragico e comico, alto e basso, sublime e grottesco), che applica per la prima volta appena ventiseienne, nel Cromwell appunto (1827): rifiuto delle convenzioni classicistiche come l'unità di tempo e di luogo, moltiplicazione dei personaggi, dei luoghi, dei registri linguistici... a tal punto che la pièce — lunga quasi 6000 versi — risulta troppo complessa e difficile da portare in scena.
Il giovane drammaturgo conquista la celebrità nel 1830, con Hernani, nonostante le difficoltà materiali che riscontra la sua arte: scene all'italiana (poco propizie a tale spettacolo), attori restii ad applicare forme nuove; gli anni successivi alternano trionfi (come Lucrezia Borgia, 1833, da cui Felice Romani trasse il libretto per l'opera di Gaetano Donizetti) ed insuccessi (come Il re si diverte, 1832, da cui Francesco Maria Piave trasse il libretto per l'opera di Giuseppe Verdi), finché non viene deciso, insieme ad Alexandre Dumas, di costruire una sala ad hoc, il Théâtre de la Renaissance, dove viene recitato Ruy Blas nel 1838.
Il declino inizia nel 1843, con l'insuccesso de I Burgravi: l'autore non riesce ad arrivare a scrivere un teatro che sia al tempo stesso esigente e popolare. E così il teatro viene abbandonato. Vi tornerà solo anni più tardi, a partire dal 1866, con la redazione di diverse opere raccolte ne Il teatro in libertà (1886).

### Romanziere

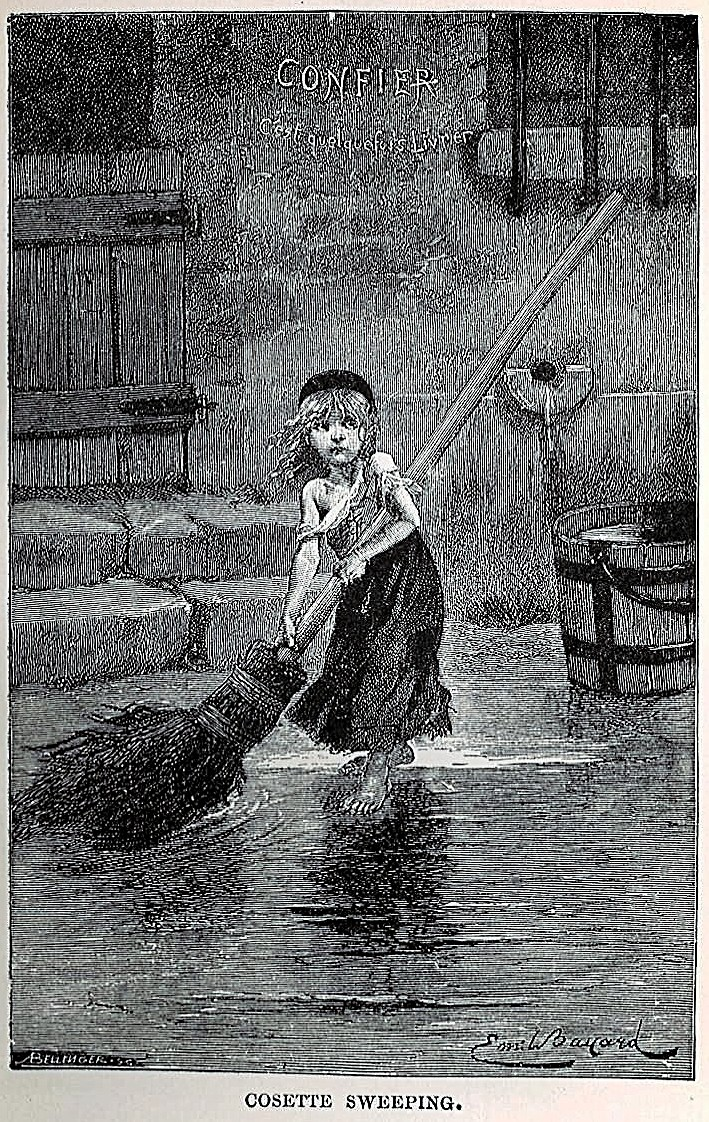
Illustrazione di Cosette per I miserabili, da Émile Bayard.

Victor Hugo ha scritto nove romanzi. Essi coprono l'intero arco della sua vita, dal primo, Bug-Jargal, scritto quando aveva sedici anni, all'ultimo, Novantatré. I suoi romanzi toccano inoltre tutti i generi letterari, senza che sia possibile dare di essi una definizione univoca.
I primi romanzi nascono negli anni del grande successo di Walter Scott; ma nonostante l'ispirazione primaria sia quella del romanzo storico, Hugo non perde mai una certa indipendenza e relatività: in lui, l'attualità fa sempre capolino dietro la storia. Così è in Han d'Islanda (1823) e in Bug-Jargal (1826); così è soprattutto per il suo primo grande capolavoro, Notre-Dame de Paris, del 1831, affresco della Parigi medievale e della sua cattedrale gotica, che riprende dai drammi degli stessi anni la tendenza alla mescolanza degli stili, dei registri, alla compenetrazione di sublime e grottesco, in particolare nel personaggio di Quasimodo.
L'attenzione ai problemi dell'attualità sociale prende corpo in appassionate lotte contro l'ingiustizia e l'oscurantismo: L'ultimo giorno di un condannato a morte (1829) e Claude Gueux (1834) sono allo stesso tempo romanzi storici e sociali impegnati in una lotta — l'abolizione della pena di morte — che supera i limiti della finzione. Così è anche per I miserabili (1862), che esce in pieno periodo realista ma che da esso riprende pochi elementi: quest'immenso successo popolare oscilla tra tutti i generi, dal melodramma al didattico.
Con I lavoratori del mare (1866) e L'uomo che ride (1869), l'autore si riavvicina all'estetica romantica dei primi scritti, dominata da personaggi deformi, mostruosi, e da una natura spaventosa. Più vicino alla storia è invece l'ultimo romanzo, Novantatré (1874), che mette in scena un tema molto caro all'autore: il ruolo fondante della Rivoluzione francese nella coscienza letteraria, politica, sociale e morale del XIX secolo.
Caratteristica portante di tutti i romanzi di Hugo — come in generale di quasi tutta la sua produzione — è di non fermarsi mai alla semplice piacevolezza: essi sono sempre al servizio di un'idea. Questo dà conto delle numerose e spesso lunghe digressioni che interrompono la narrazione, come quelle sulla miseria materiale e morale ne I miserabili. Ad avvicinarli ai drammi sono invece lo scontro costante dei protagonisti con l'esterno, con un'implacabile fatalità che talvolta deriva dalla società, talvolta dalla storia, talvolta anche dalla natura: ne deriva un avvicinamento al sublime, all'epopea di una lotta titanica e tragicamente destinata a fallire. Ma l'autore sa essere vicino anche alla vita povera e quotidiana degli umili, senza mai sconfinare in un asciutto realismo.

### Pensatore
Sia nelle opere poetiche o romanzesche, sia in testi a sé stanti quali saggi, studi, lettere, Hugo si batte per un'idea, un'ideologia politica, una concezione del mondo.

#### La poetica

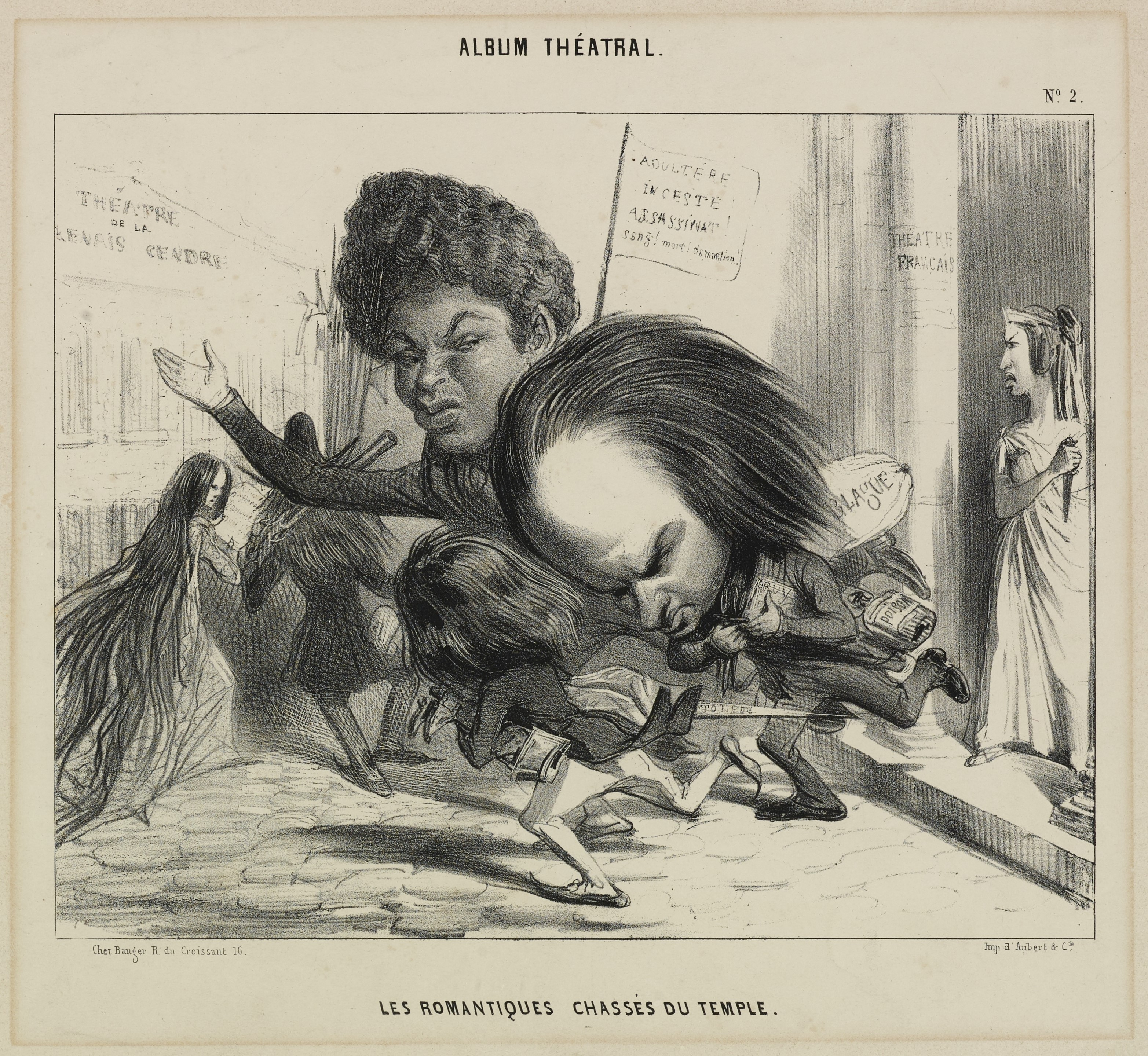
I Romantici, caricatura da De Barray.

La poetica di Hugo si esprime attraverso le sue opere: l'abbiamo già visto commentandole. Che sia in poesia, a teatro o nell'ambito della narrazione, egli può considerarsi l'iniziatore del Romanticismo francese ma anche un artista a sé, difficilmente classificabile secondo una schematicità dettata da una suddivisione in stili o correnti letterarie.
Nel prologo del Cromwell (1827), come già detto opera fondante per una nuova drammaturgia, egli teorizza una storia del mondo divisa in tre età, in cui evoluzione della poesia ed evoluzione della società sono inseparabili:
1. La prima età è quella dell'infanzia del mondo; l'uomo è appena nato e risplende ancora della presenza di Dio; la sua forma poetica è l'ode, che canta l'eternità; il suo prodotto più emblematico è la Bibbia.
2. La seconda età è l'età dell'oro: la società inizia a svilupparsi, organizzarsi e prendono vita anche le turbolenze e le guerre; la sua forma poetica è l'epopea o la tragedia, che rappresenta la storia; il suo cantore principale è Omero.
3. La terza età è la modernità, la vecchiaia del mondo, l'epoca della melancolia e dell'analisi dei fenomeni; nasce la commedia, che riscopre la verità svelando che il mondo non è solo bellezza: mescolandosi alla tragedia nel dramma romantico, essa punta a rappresentare la vita; suo cantore è Shakespeare.

In poesia Hugo applica gli stessi principi della mescolanza degli stili; egli si batte inoltre per un verso più libero, più naturale, che si manifesta nel rifiuto della cesura e nel largo utilizzo di enjambement, oltre che con una spontaneità che si rende attraverso il frequente cambio di registro stilistico e linguistico: in particolare, egli si batte per reinserire nella poesia tutte quelle parole che ne erano state bandite, perché considerate troppo banali, quotidiane e quindi volgari. Nella biografia di William Shakespeare, testo che doveva essere un semplice prologo alla riedizione delle opere di quest'autore nel 1864, ma che diventa un vero e proprio manifesto del Romanticismo, Hugo redige poi un appassionato elenco di quelli che considera "geni" della letteratura.
Anche per quanto riguarda l'architettura, in un intervento sul portale della Rai Letteratura, Sandro Veronesi ci ricorda che fu Victor Hugo a usare la parola "vandalo", per la prima volta riferendosi a chi demoliva le chiese costruite dai barbari, nella fattispecie dai Goti.

#### La politica

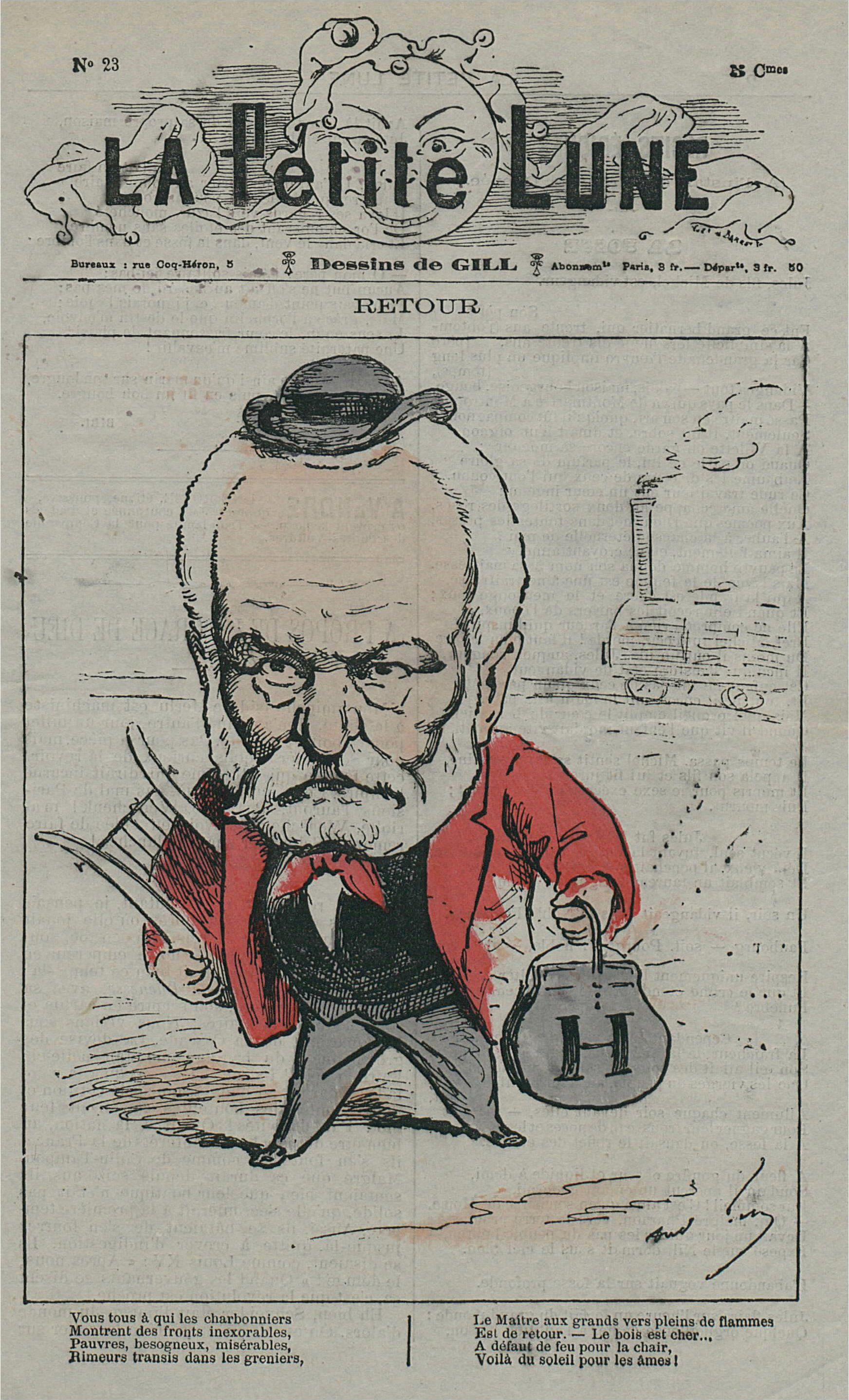
Il ritorno di Victor Hugo, caricatura di André Gill.

A partire dal 1849, Hugo decide di dedicare un terzo della sua opera alla politica, un terzo alla religione e un terzo alla filosofia. Il suo pensiero risulta severo nei confronti del suo tempo e della società in cui vive, rifiutando tuttavia qualunque condanna arbitraria e qualsiasi posizione meramente manichea. Egli cominciò come esponente della destra moderata, per poi militare nell'estrema sinistra non marxista, di impostazione radicale-liberale.
È un riformista e vorrebbe cambiare la società: in questo senso, egli denuncia l'ineguaglianza sociale, e in particolare i ricchi che capitalizzano i loro possedimenti senza riammetterli nella produzione. Allo stesso modo, si oppone alla violenza se praticata contro un governo democratico, ma la giustifica per abbattere un potere illegittimo: per questo nel 1851 lancia una chiamata alle armi contro Napoleone III che però non verrà raccolta.
Riguardo alla pena di morte, Hugo è un abolizionista irriducibile. Ha assistito durante la sua infanzia a delle esecuzioni e per tutta la vita lotterà contro di essa: numerose sono le allusioni nei suoi romanzi (da Notre-Dame de Paris a I miserabili), ma due in particolare sono dedicati a questo tema: L'ultimo giorno di un condannato a morte (1829) e Claude Gueux (1834) mettono l'accento sulla crudeltà, sull'ingiustizia e sull'inefficacia del procedimento. Anche in numerosi discorsi alla Camera dei Pari, all'Assemblea Costituente e al Senato egli si erge contro di esso:
(Discorso all'Assemblea Costituente, 15 settembre 1848)

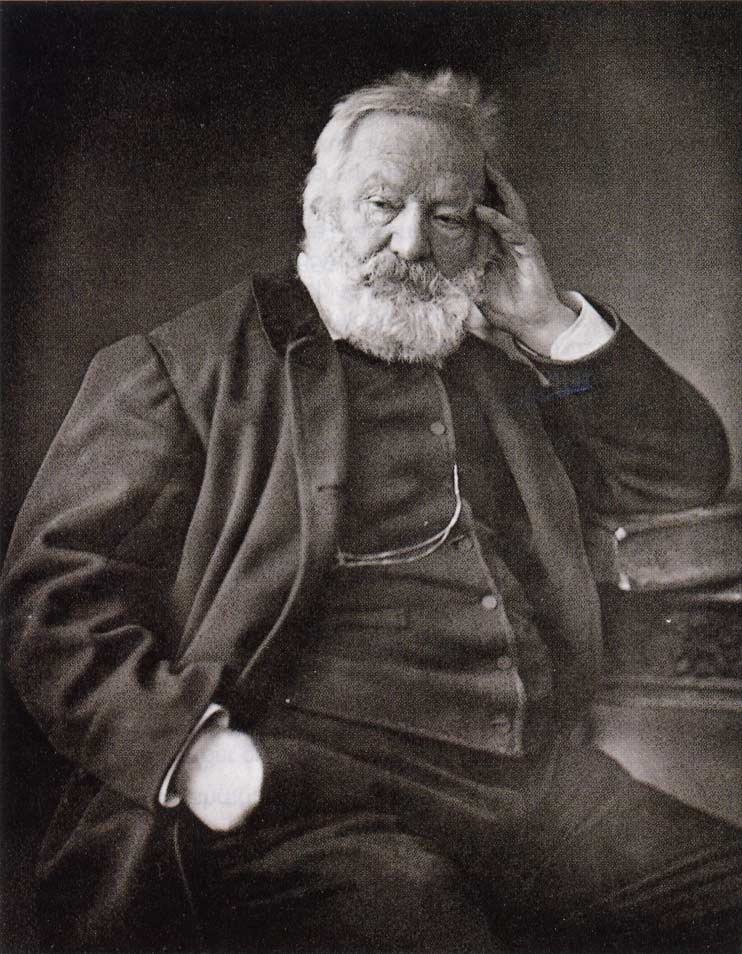
Fotografia di Victor Hugo nel 1884

Più in generale, i discorsi pronunciati da Hugo sui grandi temi dell'attualità sono numerosi; la maggior parte di essi è raggruppata in Atti e parole, una raccolta di discorsi, dichiarazioni e testi politici pubblicata tra il 1875 e il 1876. Di essi citiamo:
- contro il lavoro infantile (discorso alla Chambre des pairs, 1847);
- contro la miseria (9 luglio 1849);
- sulla condizione della donna (in occasione dei funerali di George Sand, 10 giugno 1876);
- contro l'insegnamento religioso e a favore della scuola laica e gratuita (Discorso a proposito della legge sull'insegnamento, 15 gennaio 1850);
- a favore della pace e dell'unità federale d'Europa (in occasione dell'apertura del Congresso della pace, 21 agosto 1849);
- a favore del suffragio universale.

Hugo si batté anche per i diritti civili delle prostitute sfruttate, costrette dalla povertà a questo lavoro, e da lui raffigurate nella figura di Fantine de I miserabili, la quale diventa "schiava della società" a causa della fame e per mantenere la figlia.
Contemporaneamente, difese la figura cortigiana libertina dagli attacchi dei benpensanti, celebrando la figura di Aspasia.
A vegliare Hugo, sotto l'Arco di Trionfo dopo la morte, vi erano anche molte prostitute parigine e «per l'occasione le prostitute di strada decisero di offrire gratuitamente i propri servizi ai clienti, una sorta di tributo allo scrittore che era stato il loro paladino e difensore».

Victor Hugo si è espresso anche - sebbene in misura ridotta - sulla colonizzazione dell'Algeria, principale avventura coloniale della Francia in quegli anni. Se è sensibile al discorso della colonizzazione come civilizzazione, rimane comunque scettico riguardo alle capacità civilizzatrici della pacificazione militare, e individua nell'Algeria conquistata un luogo sfruttato per deportarvi coloro che si opponevano al colpo di Stato di Luigi Napoleone Bonaparte. Si nota che, riguardo alla schiavitù, già presente nel precoce romanzo Bug-Jargal (scritto nel 1818) — dove tuttavia sembra condividere i pregiudizi dei suoi contemporanei a proposito dei neri —, egli mantenne un silenzio sorprendente quando essa venne abolita nelle colonie francesi, nel 1848, intervenendo solo per richiedere la grazia dell'abolizionista statunitense John Brown nel 1859, unendo la sua voce a quella di intellettuali come Ralph Waldo Emerson ed Henry David Thoreau.

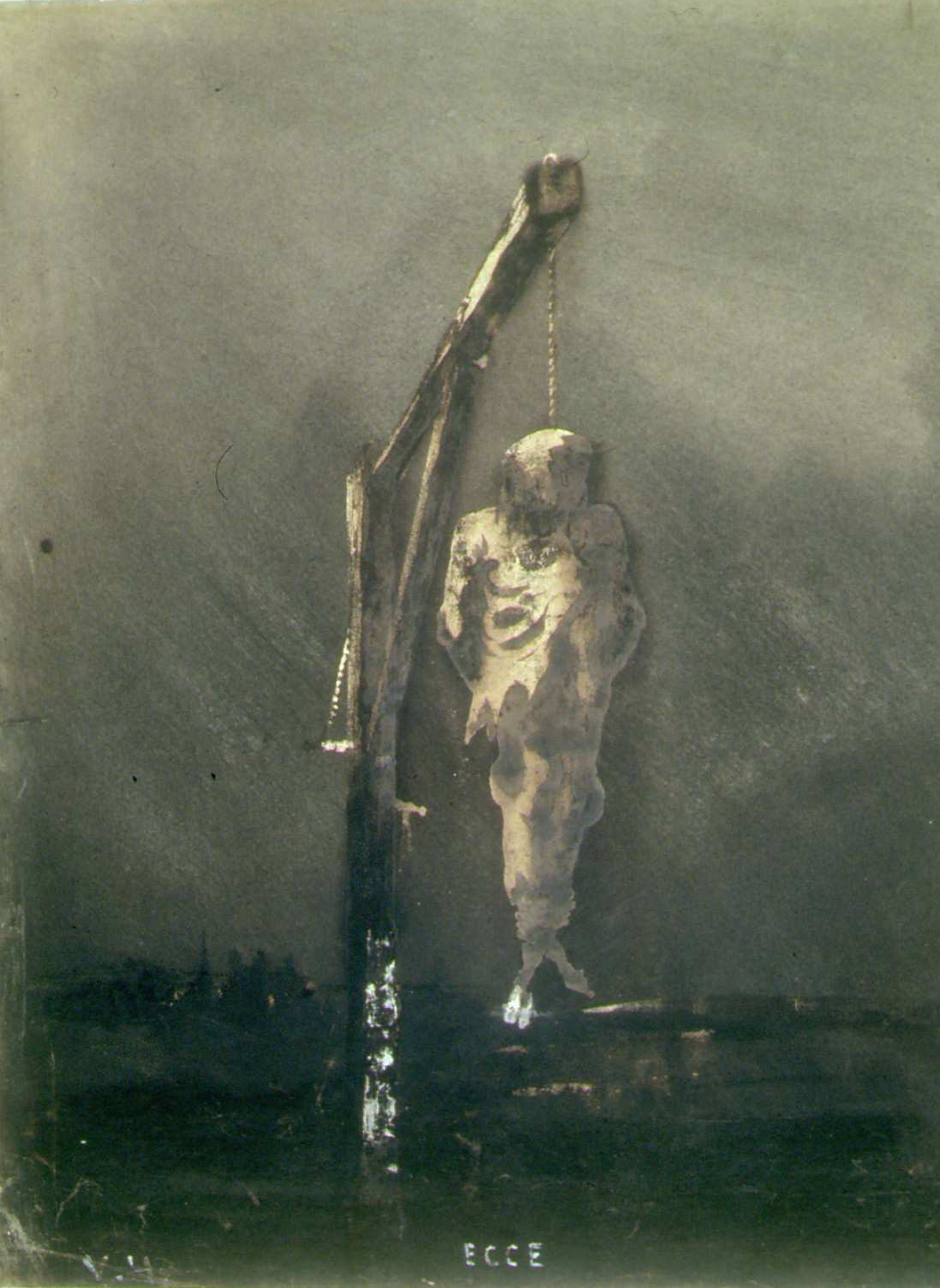
L'impiccato (1854), illustrazione realizzata da Hugo. Seconda versione (1860), quasi identica, porta il nome di John Brown

La lettera venne inizialmente pubblicata sul London News e fu rapidamente riprodotta in innumerevoli copie. Dopo l'esecuzione di Brown il celebre scrittore francese scrisse una serie di lettere aggiuntive sul capitano e sulla causa dell'abolizionismo. I sostenitori di Brown interpretarono gli scritti di Hugo come la prova del sostegno internazionale alla causa contro lo schiavismo. Il commento più noto a raggiungere l'America dall'Europa fu un opuscolo del 1861 intitolato John Brown par Victor Hugo ("John Brown, di Victor Hugo") che includeva una breve biografia del capitano e la ristampa di due delle lettere scritte da Hugo a favore di Brown, compresa quella del 9 dicembre. Il frontespizio dell'opuscolo ritraeva un impiccato ed era un'incisione realizzata dallo stesso scrittore: il capitano era in un brevissimo lasso di tempo divenuto celebre proprio a causa della condanna subita.
Hugo non era un nazionalista come altri romantici, ma anzi sostenne l'europeismo (e un certo cosmopolitismo) in maniera decisa. Il termine Stati Uniti d'Europa ("États-Unis d'Europe"), già usato da George Washington e da Napoleone, fu utilizzato da Hugo durante il suo discorso al Congresso Internazionale della Pace tenutosi a Parigi nel 1849. Hugo sognava un'unione di stati federati e indipendenti all'interno di una grande confederazione, come auspicato da altri contemporanei come Mazzini o, in passato, da Voltaire o Immanuel Kant. Egli privilegiava la creazione di un senato sovrano supremo, che sarebbe stato per l'Europa quello che è il parlamento per l'Inghilterra e disse: «Verrà un giorno in cui tutte le nazioni del nostro continente formeranno una fratellanza europea... Verrà un giorno in cui dovremo vedere... Gli Stati Uniti d'America e gli Stati Uniti d'Europa faccia a faccia, allungarsi tra di loro attraverso il mare». 
Il 14 luglio del 1870 Victor Hugo piantò una quercia nella sua residenza a Guernsey, commentando il suo gesto con le parole "Quando quest'albero sarà maturo, esisteranno gli Stati Uniti d'Europa". L'albero, detto quercia degli Stati Uniti d'Europa, al giorno d'oggi cresce ancora nel giardino della casa d'Altavilla a Saint Peter Port nell'isola di Guernsey, dove visse Victor Hugo, durante il suo esilio dalla Francia.
La sua visione positiva e progressiva della missione dell'uomo è tipicamente romantica ed è condensata in uno dei suoi versi più celebri:
(Tutta la lira - nuova serie, LXVIII, Collabora con Dio)
Celebre fu anche una frase sull'eroe di libertà Giuseppe Garibaldi:
(Victor Hugo, 13 giugno 1860)

#### Visione religiosa
La visione religiosa di Hugo subì cambiamenti durante la sua vita. In gioventù si identificava come un cattolico, professando rispetto per la Chiesa e la gerarchia ecclesiastica. Successivamente divenne un cattolico non praticante e incrementò le sue opinioni anti-cattoliche e anticlericali. Si interessò di spiritismo, frequentando le sedute spiritiche della scrittrice Delphine de Girardin durante l'esilio, dove talvolta anche il figlio Charles svolgeva il ruolo di medium, mentre nei suoi tardi anni professò un deismo razionalista simile a quello di Voltaire. Durante il censimento del 1872 alla domanda se fosse un cattolico, replicò "No. Un libero pensatore".

#### Resoconti di viaggio

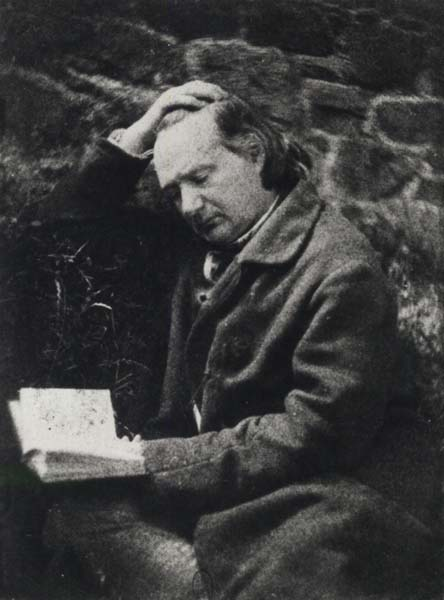
Victor Hugo nel 1854

Hugo ha viaggiato molto, sia come "turista" sia perché costretto dall'esilio. Per ogni suo viaggio, ci ha lasciato numerose descrizioni e commenti. I suoi ricchi e dettagliati reportage di viaggio sono pubblicati sotto vari titoli: Il Reno (1842), Cose viste (il titolo non è suo — 1887 e 1900), Alpi e Pirenei (1890), Francia e Belgio (1892) ecc. Sono altrettante preziose testimonianze dei suoi viaggi in molte regioni della Francia (Piccardia, Normandia...), in Belgio e Lussemburgo, in Italia e Spagna ecc.

### Disegnatore
Non bisogna dimenticare, nella vasta produzione di Victor Hugo, i suoi disegni: egli è un autodidatta e non esita a sperimentare nuove tecniche e nuovi ingredienti, dall'inchiostro al caffè, al carbone, usando anche fiammiferi e piume al posto dei pennelli.
Generalmente le sue opere sono di media taglia e servono nella maggior parte dei casi a illustrare i suoi scritti, oppure come regali da inviare agli amici in ricorrenze speciali. Quest'arte è per lui principalmente un passatempo.
Inizialmente i suoi lavori sono nettamente realistici, salvo poi acquisire una dimensione più fantastica con l'esilio e il suo confronto "mistico" con il mare. Questa sua tendenza gli varrà molte lodi: Charles Baudelaire ebbe a dire:
(Charles Baudelaire, Curiosità estetiche, 1868 — IX Salone del 1859, Lettere al signor Direttore della rivista francese VIII)

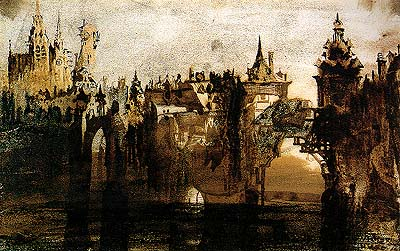
Città con il ponte di Tumbledown (1847)
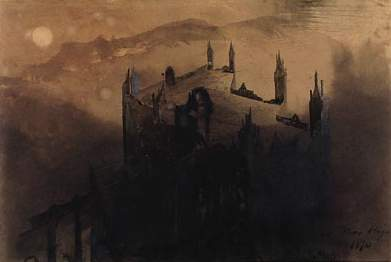
Ricordo delle Vosges. Borgo di Hugo - Testa d'Aquila (1850)
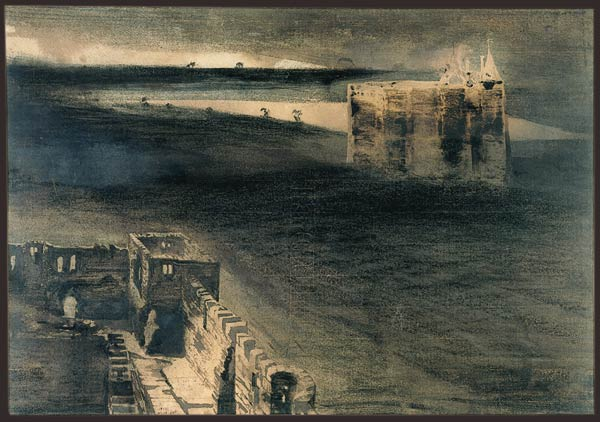
I due castelli (1850)
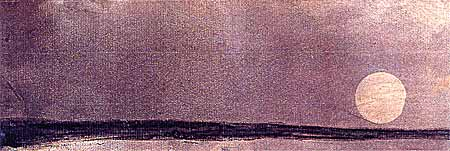
Crepuscolo (1853-1855)
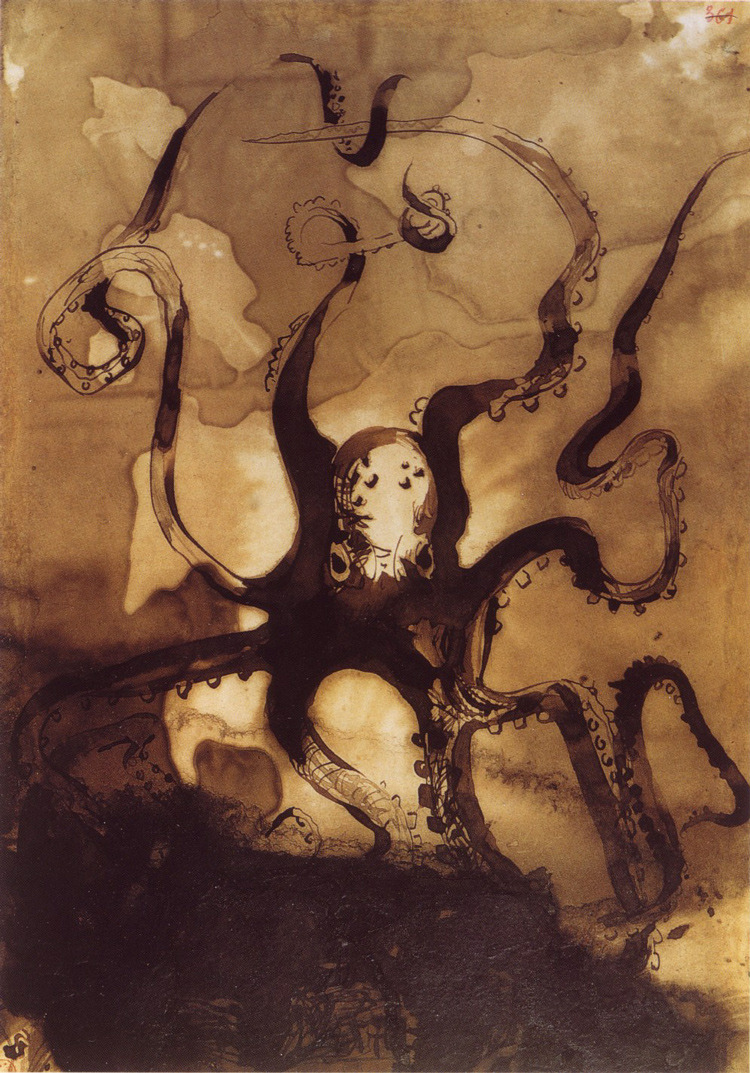
Piovra con le iniziali V.H. (1866)
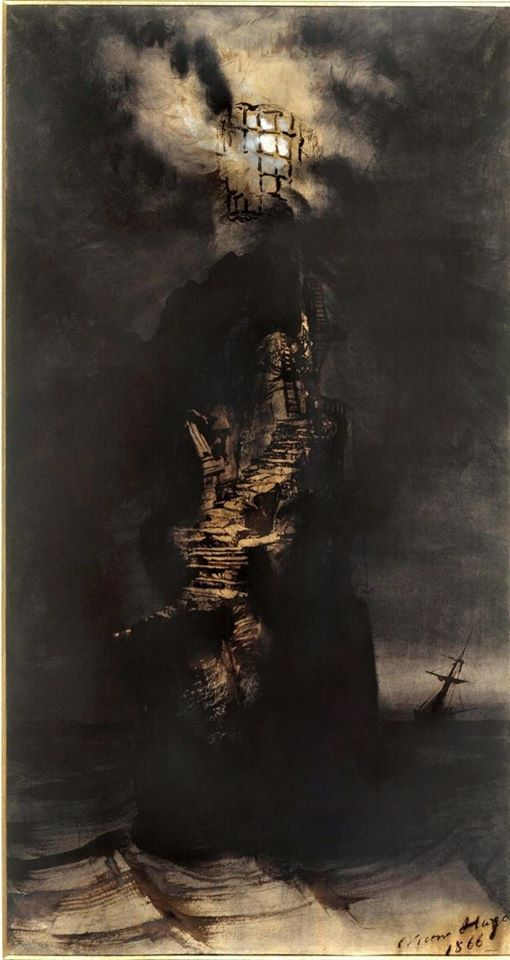
Il faro
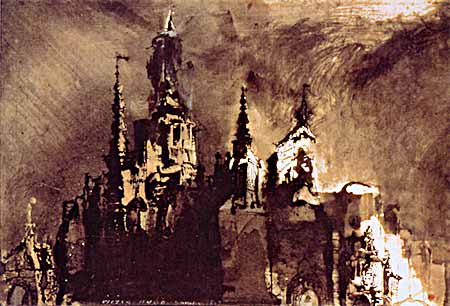
Castello
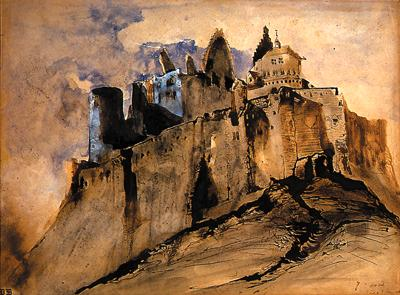
Castello

## Giudizi su Hugo

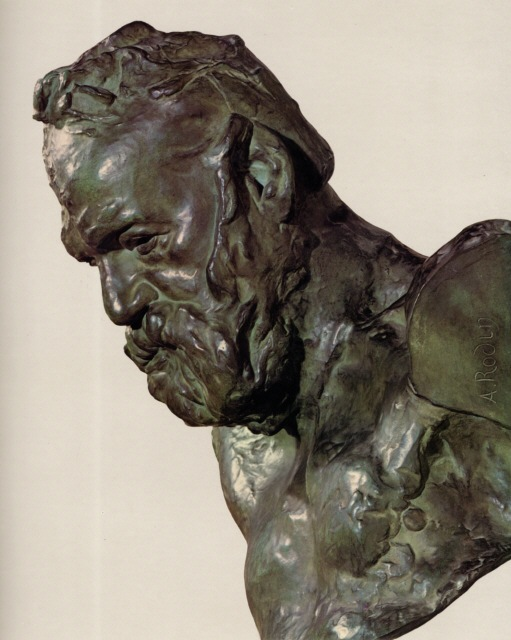
Scultura di Hugo, Auguste Rodin (1840-1917).

Fin dalla prima giovinezza, Hugo si inserisce nel dibattito culturale del secolo, il Romanticismo, per esempio presenziando alle riunioni dei cenacoli, dei quali il più importante è quello tenuto da Charles Nodier. Egli intrattiene inoltre relazioni d'amicizia con molti di essi, per esempio Alexandre Dumas, autore come lui di numerosi drammi romantici (oltre che di fortunatissimi romanzi): quest'amicizia, con qualche alto e basso, durerà tutta la vita. C'è invece un po' più di rivalità con Alphonse de Lamartine, verso il quale il poeta non cessa di proclamare la sua ammirazione, finché il successo non gli concederà la preminenza artistica. Stima e ammirazione reciproca caratterizzano il suo rapporto con Honoré de Balzac, nonostante qualche diffidenza, e con Gérard de Nerval.
Il suo successo crescente, il talento e l'originalità gli procureranno molta ammirazione; a questo si aggiunge la sua integrità politica e la fama datagli dai vent'anni di esilio volontario, che fanno tacere non pochi tra i suoi detrattori.
È proprio a partire dagli anni dell'esilio, e soprattutto con il suo ritorno, che Hugo diventa un emblema nazionale: è popolare, ammirato dai suoi pari e temuto dai politici. Qualsiasi romanziere, poeta o drammaturgo deve per forza definire la propria identità in rapporto a lui — pro o contro.

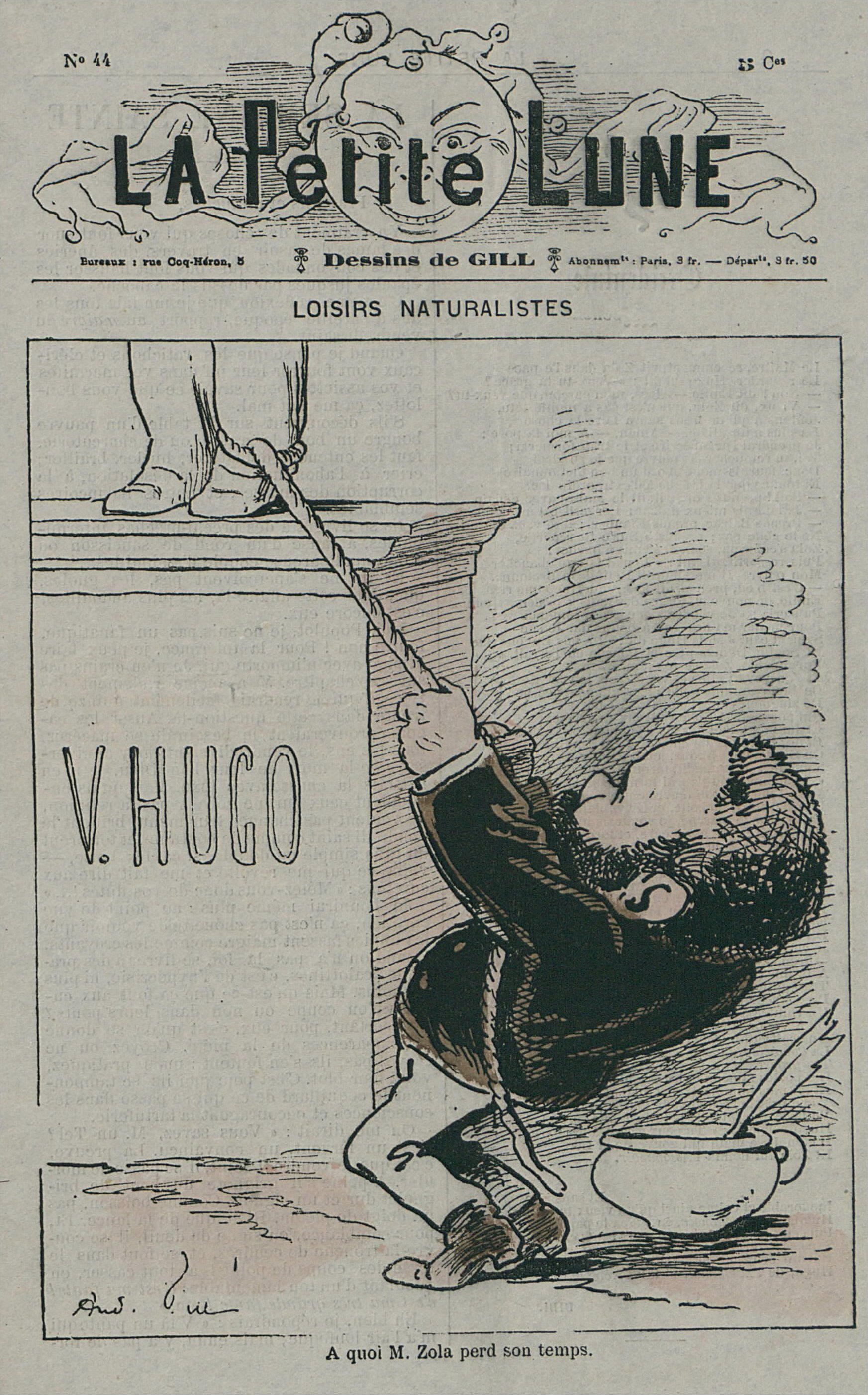
Caricatura di Zola di fronte alla statua di Hugo.

Ma questo potere e questa preminenza gli procurano anche qualche odio. In fatto di politica, i repubblicani più a sinistra dubitano della sua conversione, mentre i monarchici non gli perdonano facilmente quello che reputano un tradimento.
Charles Baudelaire adora Hugo, ma si irrita qualche volta per i suoi versi "politici": ambivalenza che caratterizzerà, in molti casi, gli scrittori della fine del secolo. Il giudizio del poeta de I fiori del male sui Miserabili è ambiguo, da una parte definisce il libro come "immondo" e "inetto", dall'altra parte afferma che «contiene delle pagine che possono inorgoglire non soltanto la letteratura francese, ma anche la letteratura dell'Umanità pensante».
Gustave Flaubert, per parte sua, ammira il romantico del 1830, ma diffida del «vecchio coccodrillo», giudicando le sue digressioni filosofiche, come quelle de I miserabili, pesanti e fuori luogo, per lo «stile intenzionalmente scorretto e volgare». Questo punto di vista è d'altronde condiviso da tutti coloro, come Baudelaire e Verlaine, che vorrebbero separare nettamente l'arte dall'impegno politico.
Edmond e Jules de Goncourt attaccano sempre i Miserabili come un libro "falso", mentre Lamartine e Barbey d'Aurevilly definiscono l'opera come "pericolosa". Per Lamartine è «libro pericolosissimo in due sensi: non solo perché spaventa le persone felici, ma perché suscita troppe speranze in quelle infelici».
Hugo sa benissimo che parlare della miseria, la "cosa senza nome", e per questo di usare una "parola da galeotti", scandalizza i benpensanti, ma risponde a Lamartine scrivendo che ciò è necessario: «Io illumino la notte».
Émile Zola avrà da rimproverargli la sua tiepidezza nei confronti dei comunardi (Hugo avrà parole di elogio solo per l'anarchica Louise Michel, sua antica amante, cui dedicherà il poema Viro Major ) - e non sarà il solo -, mentre altri al contrario criticheranno le sue posizioni troppo socialiste. Hugo aiutò comunque alcuni comunardi in esilio.
Gabriele D'Annunzio gli dedica una lirica, Nel primo centenario della nascita di Vittore Hugo, tratto da Elettra, il secondo libro delle Laudi. La stessa cosa faranno Mario Rapisardi (Per il centenario di Victor Hugo) e Giovanni Pascoli (A Victor Hugo).
Il pubblico continuò a tributargli quasi un culto e i giovani poeti gli mandano i loro versi — qualcuno dei quali si pone volentieri in atteggiamento irriverente:
(Tristan Corbière, Un giovane che se ne va in Gli amori gialli, 1873)
Hugo, maestro delle antitesi, rimane un uomo che esaspera i suoi ammiratori e sa farsi ammirare dai suoi nemici. Anche molto tempo dopo la sua morte, continua, con la sua opera o il suo impegno, a suscitare le reazioni più differenti: Charles Maurras lo odia, François Mauriac lo ammira e dichiara, nel 1952:
(Mauriac, 1952)

## Omaggi e riferimenti

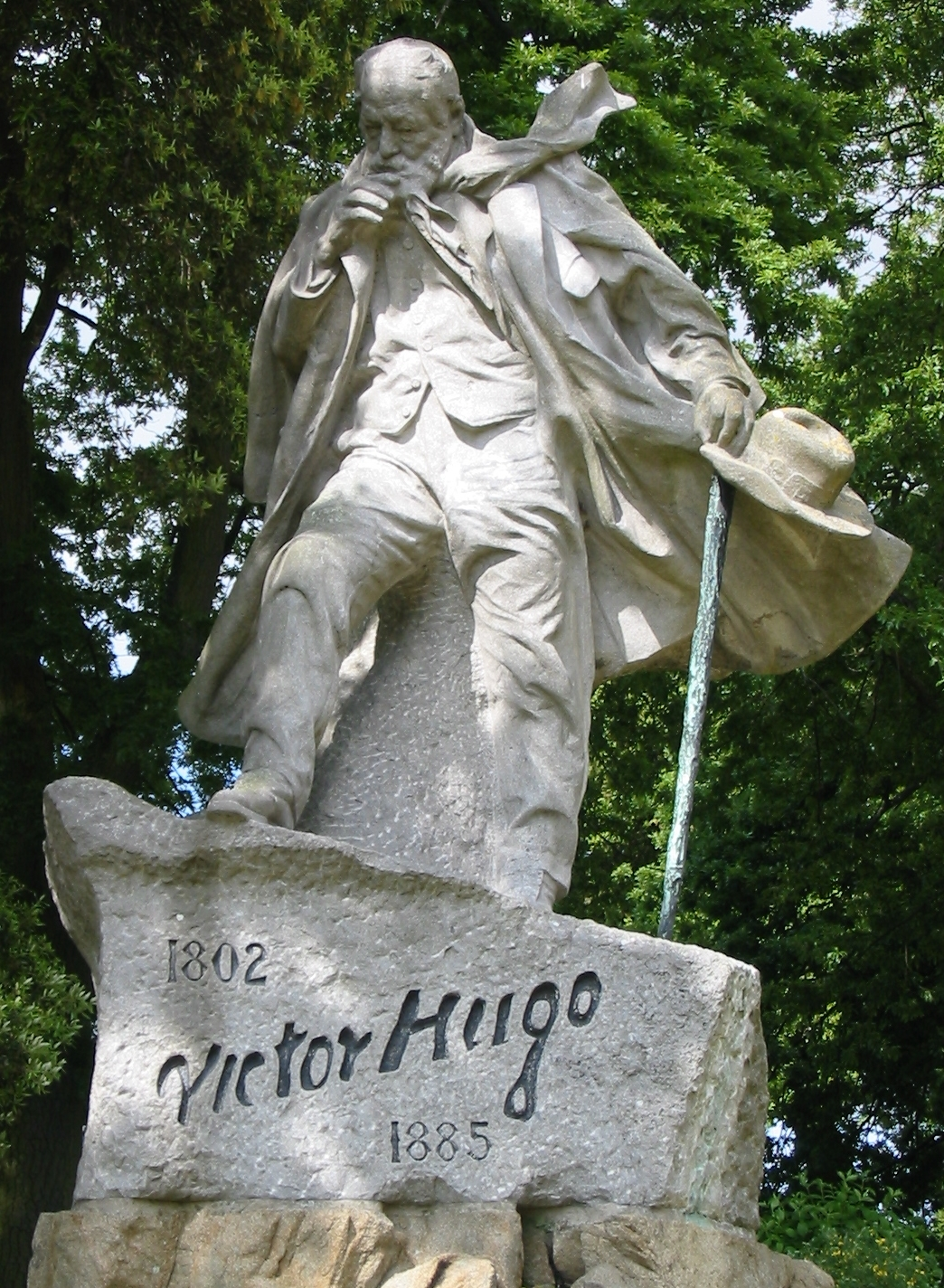
Statua di Hugo a Guernesey

Sono numerosi i richiami e gli omaggi tributati a quello che è forse uno dei maggiori autori della letteratura francese; citiamo:
- I discorsi pronunciati durante i suoi funerali, il 1º giugno 1885, sono disponibili in francese su Wikisource. Ricordiamo che le sue ceneri riposano al Pantheon, tra i "grandi della patria".
- Numerose città, prime fra tutte Parigi, gli hanno dedicato una via (nella capitale è Avenue Victor-Hugo, nel 16° arrondissement).
- Numerose località gli hanno anche dedicato una statua, a Parigi, a Guernesey, a Besançon e altrove.
- Sempre a Parigi è a suo nome anche una stazione della metropolitana, nella linea 2.
- In letteratura molti cantanti hanno ripreso suoi poemi; per esempio:
  - Georges Brassens (Gastibelza, La Légende de la Nonne);
  - Julos Beaucarne (Je ne songeais pas à Rose);
  - Colette Magny (Les Tuileries, Chanson en canot).
- Sempre in questo campo, l'album intitolato Asterix e i Belgi della serie di Asterix lo cita spessissimo.
- A Victor Hugo sono stati intitolati il cratere Hugo, sulla superficie di Mercurio, e l'asteroide 2106 Hugo.[35]
- Ne Il codice da Vinci di Dan Brown, Hugo è uno dei Gran Maestri del Priorato di Sion, riprendendo a fini romanzeschi il falso storico dei Dossiers secrets d'Henri Lobineau di Pierre Plantard, secondo l'interpretazione data dal saggio di pseudostoria Holy Blood, Holy Grail.

## Adattamenti
Le opere di Hugo — o la sua stessa vita nel caso di Adèle H. — hanno dato luogo a innumerevoli adattamenti, che sia a teatro, al cinema o in televisione. I maggiori attori hanno incarnato gli eroi immortali Jean Valjean o Esmeralda, primi fra tutti Jean Gabin, Lino Ventura, Liam Neeson o Gérard Depardieu nel primo caso, o Gina Lollobrigida nel secondo.

### Cinema
Sono quasi un centinaio gli adattamenti per il cinema, dei quali più di quaranta sono tratti da I miserabili (vedi), seguito da vicino da Notre-Dame de Paris (vedi). Questi film sono una delle prove più lampanti dell'universalità di Victor Hugo, adattato in numerosi paesi: Stati Uniti d'America (Don Caesar de Bazan, tratto da Ruy Blas, 1915), Inghilterra, India (Badshah Dampati, tratto da Notre-Dame de Paris, 1953), Giappone (Re Mizeraburu: Kami To Akuma, I miserabili trasposto in un'ambientazione giapponese, 1950), Egitto (Al Bo'asa, sempre da I miserabili, 1978), Italia (L'uomo che ride, da L'uomo che ride, 1966), Francia ecc.
Già nei primi anni del Novecento appaiono sullo schermo versioni cinematografiche tratti dai suoi romanzi: nel 1909, David Wark Griffith firma la regia e la sceneggiatura di A Fool's Revenge, adattamento di Il re si diverte.
Hugo è stato adattato anche in cartoni animati, come ne Il gobbo di Notre-Dame della Disney, 1996, o I miserabili, film d'animazione giapponese del 1979.
A questi si aggiungono i film ispirati alla vita dello scrittore, dei quali Adèle H., una storia d'amore di François Truffaut è uno dei più noti.

### Televisione
Anche in televisione le opere di Hugo contano un numero considerevole di adattamenti, più o meno fedeli all'opera originale. In Francia, un successo considerevole ebbe I miserabili di Robert Hossein, nel 1982, con Lino Ventura nel ruolo protagonista. L'ultimo adattamento in ordine di tempo, invece, è quello diretto da Josée Dayan, I miserabili, con Gérard Depardieu, nel 2000.
In Italia fu realizzato nel 1964 uno sceneggiato televisivo, I miserabili, diretto da Sandro Bolchi, che vedeva Gastone Moschin nella parte di Jean Valjean.

### Opera
Pure numerose sono le riprese per l'opera:
- Il Lucrezia Borgia di Gaetano Donizetti, tratto da Lucrezia Borgia, fu rappresentato per la prima volta al Teatro alla Scala di Milano il 26 dicembre 1833.
- Nel 1837 fu la volta, ancora alla Scala, de Il giuramento di Saverio Mercadante, tratto da Angelo, tiranno di Padova; dallo stesso testo fu tratto, nel 1876, l'opera La Gioconda di Amilcare Ponchielli. Sempre di Ponchielli è anche l'opera Marion Delorme (1885), tratto dall'omonimo dramma di Hugo.
- Giuseppe Verdi si ispirò pure lui dalle opere di Hugo per scrivere, nel 1844, Ernani, dall'Hernani, e, nel 1851, Rigoletto da Il re si diverte.

In realtà si dice che Hugo non fosse molto propenso a questi adattamenti, che gli avrebbero ispirato una crudele esclamazione: «Vietato deporre musica ai piedi dei miei versi!». Arnaud Laster ha però rettificato: «Non si è mai trovata la famosa frase attribuita a Hugo: "Vietato deporre musica ai piedi dei miei versi". Probabilmente non era così ostile alla messa in musica dei suoi testi, come testimonia La Esmeralda di Louise Bertin». Pare che l'irritazione provata da Hugo alla visione del Rigoletto a Parigi sia dovuta anche alla questione dei diritti d'autore, difficili da avere in casi di adattamenti operistici. Nel caso del Quartetto dal Rigoletto, pare che l'Hugo riconoscesse l'altezza della musica, ma si lamentasse dell'assurdità di fare dialogare a lungo quattro personaggi contemporaneamente, cosa che nel teatro di prosa non aveva senso.
È certo comunque che il suo amico Franz Liszt compose diverse opere sinfoniche tratte dai suoi poemi: Cosa si ode sulla montagna da Le foglie d'autunno, e Mazeppa da Le orientali. Ma molti altri compositori ancora infrangeranno il presunto divieto autoriale, da Georges Bizet a Wagner, da Camille Saint-Saëns a Gabriel Fauré.

### Commedie musicali
Due commedie musicali soprattutto hanno percorso tutto il pianeta:
- Les Misérables, nel mondo anglo-sassone conosciuto anche come Les Miz, del 1980, è opera di Alain Boublil e Claude-Michel Schönberg ed è stata portata in scena in numerosissimi paesi, riscuotendo uno sfolgorante successo;
- Quasi altrettanto famosa è Notre-Dame de Paris, del 1998, opera di Luc Plamondon e Riccardo Cocciante.

Dal 2004 la compagnia fiorentina noi, gli artisti senza nome... ha sceneggiato Amore, follia, morte a Notre Dame ispirandosi ai testi di Victor Hugo e alle musiche di Cocciante, con inserimenti di Vangelis, Pink Floyd e John Williams.

## Opere

### Teatro
- Cromwell (dramma, 1827)
- Amy Robsart (dramma, 1828)
- Hernani (dramma, 1830)
- Marion Delorme (dramma, 1831)
- Il re si diverte (Le Roi s'amuse, dramma, 1832)
- Lucrezia Borgia (Lucrèce Borgia, dramma, 1833)
- Maria Tudor (Marie Tudor, dramma, 1833)
- Angelo, tiranno di Padova (Angelo, tyran de Padoue, dramma, 1835)
- Ruy Blas (dramma, 1838)
- I Burgravi (Les Burgraves, dramma, 1843)
- Torquemada (dramma, 1882)
- Teatro in libertà (Théâtre en liberté, drammi, postumo, 1886)
- Mille franchi di libertà (Mille francs de récompense, dramma, postumo, 1934)

### Romanzi
- Bug-Jargal (romanzo, 1818)
- Han d'Islanda (Han d'Islande, romanzo, 1823)
- L'ultimo giorno di un condannato a morte (Le Dernier Jour d'un condamné, romanzo, 1829)
- Notre-Dame de Paris (romanzo, 1831)
- Claude Gueux, (romanzo, 1834)
- I miserabili (Les Misérables, romanzo, 1862)
- I lavoratori del mare (Les Travailleurs de la mer, romanzo, 1866)
- L'uomo che ride (L'Homme qui rit, romanzo, 1869)
- Novantatré (Quatrevingt-treize, romanzo, 1874)

### Poesie
- Odi e poesie diverse (Odes et poésies diverses, poesia, 1822)
- Nuove odi (Nouvelles Odes, poesia, 1824)
- Odi e ballate (Odes et ballades, poesia, 1826)
- Le orientali (Les Orientales, poesia, 1829)
- Le foglie d'autunno (Les Feuilles d'automne, poesia, 1831)
- I canti del crepuscolo (Les Chants du crépuscule, poesia, 1835)
- Le voci interiori (Les Voix intérieures, poesia, 1837)
- I raggi e le ombre (Les Rayons et les ombres, poesia, 1840)
- I castighi (Les Châtiments, poesia, 1853)
- Le Contemplazioni (Les Contemplations, poesia, 1856)
- La leggenda dei secoli - 1ª serie (La Légende des siècles - 1e série, poesia, 1859)
- Canzoni delle strade e dei boschi (Les Chansons des rues et des bois, poesia, 1865)
- L'anno terribile (L'Année terrible, poesia, 1872)
- L'arte di essere nonno (L'Art d'être grand-père, poesia, 1877)
- La leggenda dei secoli - 2ª serie (La Légende des siècles - 2e série, poesia, 1877)
- Il Papa (Le Pape, poesia, 1878)
- La pietà suprema (La Pitié suprême, poesia, 1879)
- L'asino (L'Ane, poesia, 1880)
- Religione e religioni (Religions et religion, poesia, 1880)
- I quattro venti dello spirito (Les Quatres Vents de l'esprit, poesia, 1881)
- La leggenda dei secoli - 3ª serie (La Légende des siècles - 3e série, poesia, 1883)

Raccolte postume:
- La fine di Satana (La Fin de Satan, poesia, 1886)
- Dio (Dieu, poesia, 1891)

Scelta di poesie fra i manoscritti di Victor Hugo, compiuta da Paul Maurice:
- Tutta la lira (Toute la Lyre, poesia, 1888)
- Tutta la lira - nuova serie (Toute la Lyre - nouvelle série, poesia, 1893)
- Gli anni funesti (Les Années funestes, poesia, 1898)
- Ultimo fascio (Dernière Gerbe, poesia, 1902, titolo non di Victor Hugo)
- Oceano. Ammasso di pietre (Océan. Tas de pierres, poesia, 1942)

### Altri testi
- Studio su Mirabeau (Etude sur Mirabeau, saggio, 1834)
- Letteratura e filosofia insieme (Littérature et philosophie mêlées, 1834)
- La Esmeralda (libretto d'opera con la musica di Louise Bertin, 1836)
- Il Reno (Le Rhin, 1842)
- Napoleone il Piccolo (Napoléon le Petit, pamphlet, 1852)
- Lettere a Luigi Bonaparte (Lettres à Louis Bonaparte)
- William Shakespeare (saggio, 1864)
- Parigi-guida (Paris-Guide, 1867)
- I miei figli (Mes Fils, 1874)
- Atti e parole - Prima dell'esilio (Actes et paroles - Avant l'exil, articoli e discorsi, 1875)
- Atti e parole - Durante l'esilio (Actes et paroles - Pendant l'exil, articoli e discorsi, 1875)
- Atti e parole - Dopo l'esilio (Actes et paroles - Depuis l'exil, articoli e discorsi, 1876)
- Storia di un crimine - 1ª parte (Histoire d'un crime - 1re partie, romanzo, 1877)
- Storia di un crimine - 2ª parte (Histoire d'un crime - 2e partie, romanzo, 1878)
- L'arcipelago della Manica (L'Archipel de la Manche, 1883)

### Opere postume
- Cose viste - 1ª serie (Choses vues - 1re série, memorie e commentari, 1887, titolo non di Hugo)
- Cose viste - 2ª serie (Choses vues - 2e série, memorie e commentari, 1900, titolo non di Hugo)
- Alpi e Pirenei (Alpes et Pyrénées, quaderno di viaggio, 1890)
- Francia e Belgio (France et Belgique, quaderno di viaggio, 1892)
- Epistolario - Tomo I (Correspondances - Tome I, lettere, 1896)
- Epistolario - Tomo II (Correspondances - Tome II, lettere, 1898)
- Poscritto della mia vita (Post-scriptum de ma vie, raccolta di saggi filosofici degli anni 1860, 1901)
- Mille franchi di ricompensa (Mille Francs de récompense, dramma, 1934)
- Pietre (Pierres, frammenti di manoscritti, 1951)

### Antologie moderne (estratti da discorsi e opere)
- Contro la pena di morte, BUR, 2009, collana Pillole BUR, con un saggio di Eva Cantarella
- Contro i tagli alla cultura, Ibis, Minimalia, 2011
- Discorsi contro, Endemunde, collana Finestre Alte, 2012
- Sulla libertà. Scritti politici scelti (1848-1860), ed. Il Grano, collana Classici, 2014

### Opere di Hugo
- I maggiori romanzi di Victor Hugo e le sue poesie sono disponibili nella Oscar Classici Mondadori:
  - I miserabili, Mondadori, Milano 2004, coll. Oscar - Classici, 1471 p. ISBN 978-88-04-53438-9
  - L'ultimo giorno di un condannato a morte, Mondadori, Milano 1998, coll. Oscar - Classici, 454 p. ISBN 978-88-04-55638-1
  - L'uomo che ride, Mondadori, Milano 2004, coll. Oscar - Classici, 442 p. ISBN 978-88-04-52797-8
  - Notre-Dame de Paris, Mondadori, Milano 2000, coll. Oscar - Classici, 490 p. ISBN 978-88-04-47786-0
  - Novantatré, Mondadori, Milano 1995, coll. Oscar - Classici, 311 p. ISBN 978-88-04-39344-3
  - Poesie, Mondadori, Milano 2002, coll. Oscar - Classici, 577 p. ISBN 978-88-04-51048-2
- Tutto il teatro, Rizzoli, Milano 1962, coll. Biblioteca universale Rizzoli, 197 p.
- (FR)  In originale:
  - J. Hetzel et Cie, A. Quantin (a cura di), Œuvres complètes de Victor Hugo. Édition définitive d'après les manuscrits originaux, 1880-1889, 48 vol. in-8° (I. Poésie, 16 vol. – II. Philosophie, 2 vol. – III. Histoire, 3 vol. – IV. Voyages, 2 vol. – V. Drame, 5 vol. – VI. Roman, 14 vol. – VII. Actes et paroles, 4 vol. – VIII Œuvres diverses, 2 vol.)
  - J. Seebacher, G. Rosa (a cura di), Œuvres complètes de Victor Hugo, R. Laffont, 1985, 18 vol.
- H. Focillon (a cura di), I disegni di Victor Hugo, trad. di G. Guglielmi, Bologna, 1983.

### Opere su Hugo
(FR)  Per una bibliografia completa si può vedere il sito della BNF oppure fare una ricerca sul Groupe Hugo dell'università Paris 7.
- M. Arena, Il sentimento della comprensione e dell'amore nelle opere e nella vita di Victor Hugo, Lalli, Poggibonsi 1985, 62 p.
- (FR)  P. Bénichou, Les Mages romantiques, Gallimard, 1988.
- (FR)  —, Le Temps des prophètes, Gallimard, 1977.
- M. Botto, Une destinée incurable: narratore e personaggio nei "Misérables" di Victor Hugo, La Nuova Italia, Firenze 1988, 129 p.
- V. Brombert, Victor Hugo e il romanzo visionario, Bologna, Il Mulino, 1987 ISBN 88-15-01427-6
- B. Brunotti, Victor Hugo: gli anni dell'iniziazione poetica (1802-1829), Ed. Garigliano, Cassino, 1975, 213 p.
- E. Conti, Il grottesco in Victor Hugo e Charles Baudelaire, tesi di laurea dell'Università degli Studi di Milano, Milano 1993.
- (FR)  A.Decaux, Victor Hugo, Editions Perrin, 2001.
- (DE)  M. Feller, Der Dichter in der Politik: Victor Hugo und der deutsch-französische Krieg von 1870/71. Untersuchungen zum französischen Deutschlandbild und zu Hugos Rezeption in Deutschland, tesi di dottorato, Marburg 1988.
- L. Flabbi, Come fare la rivoluzione. Lettere di Victor Hugo, L'Orma, Roma 2017.
- (FR)  Danièle Gasiglia-Laster, F. Birr, Victor Hugo, sa vie, son œuvre, 1984.
- (FR)  H. Guillemin, Victor Hugo par lui-même, Seuil, 1964.
- (FR)  J-M. Hovasse, Victor Hugo, Fayard, 2001 e 2008
- A. Lancellotti, Victor Hugo: l'uomo, il poeta, il drammaturgo, il romanziere, ERS, Roma 1957, 238 p.
- G. Macchia, L. De Nardis, M. Colesanti, La letteratura francese dall'Illuminismo al Romanticismo, Rizzoli, Milano 1992.
- (FR)  P. Martino, L'Epoque romantique en France (1815-1830), Boivin, 1944 (ri-ed. Hatier).
- M. Muner, Victor Hugo, La Scuola, Brescia 1956, 318 p.
- (fr) Yves Mourie - L'enfant de la vierge rouge. Editions L'HARMATTAN, 2002, 288p.
- (FR)  G. Piroué, Victor Hugo romancier ou les dessus de l'inconnu, Denoël, 19852.
- A. Pompeati, Vita di Victor Hugo, A. Corticelli, Milano 1936, 288 p.
- B. Revel, Victor Hugo: 1802-1830. La vittoria romantica, Marzorati, Milano 1955, 198 p.
- (FR)  M. Roman, M.-C. Bellosta, Les "Misérables", roman pensif, Belin, 1995.
- (FR)  A. Rosa, Hugo, l'éclat d'un siècle, Messidor, 1985.
- (FR)  G. Rosa, Ceci tuera cela: le roman et le paradoxe littéraire in Littérature, nº 36, dicembre 1979.
- (FR)  Anne Ubersfeld, Le Drame romantique, Belin, 1993.
- (FR)  —, Le Roman d'Hernani, Mercure de France, 1985.
- (FR)  E.Verhaeren, Hugo et le romantisme, Complexe, Bruxelles 2002, 141 p.
- Il ritorno di Hernani alla comédie française, 1867, Università degli studi di Perugia, Perugia 1992.
- (FR)  Pascal Tonazzi, Florilège de Notre-Dame de Paris (anthologie), Editions Arléa, Paris, 2007, ISBN 2-86959-795-9